# Andernach

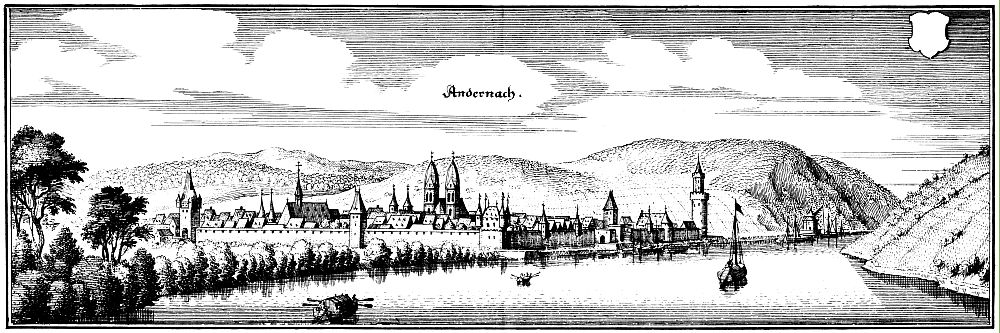
Andernach im Jahre 1646 von Osten her, Stich Matthäus Merian

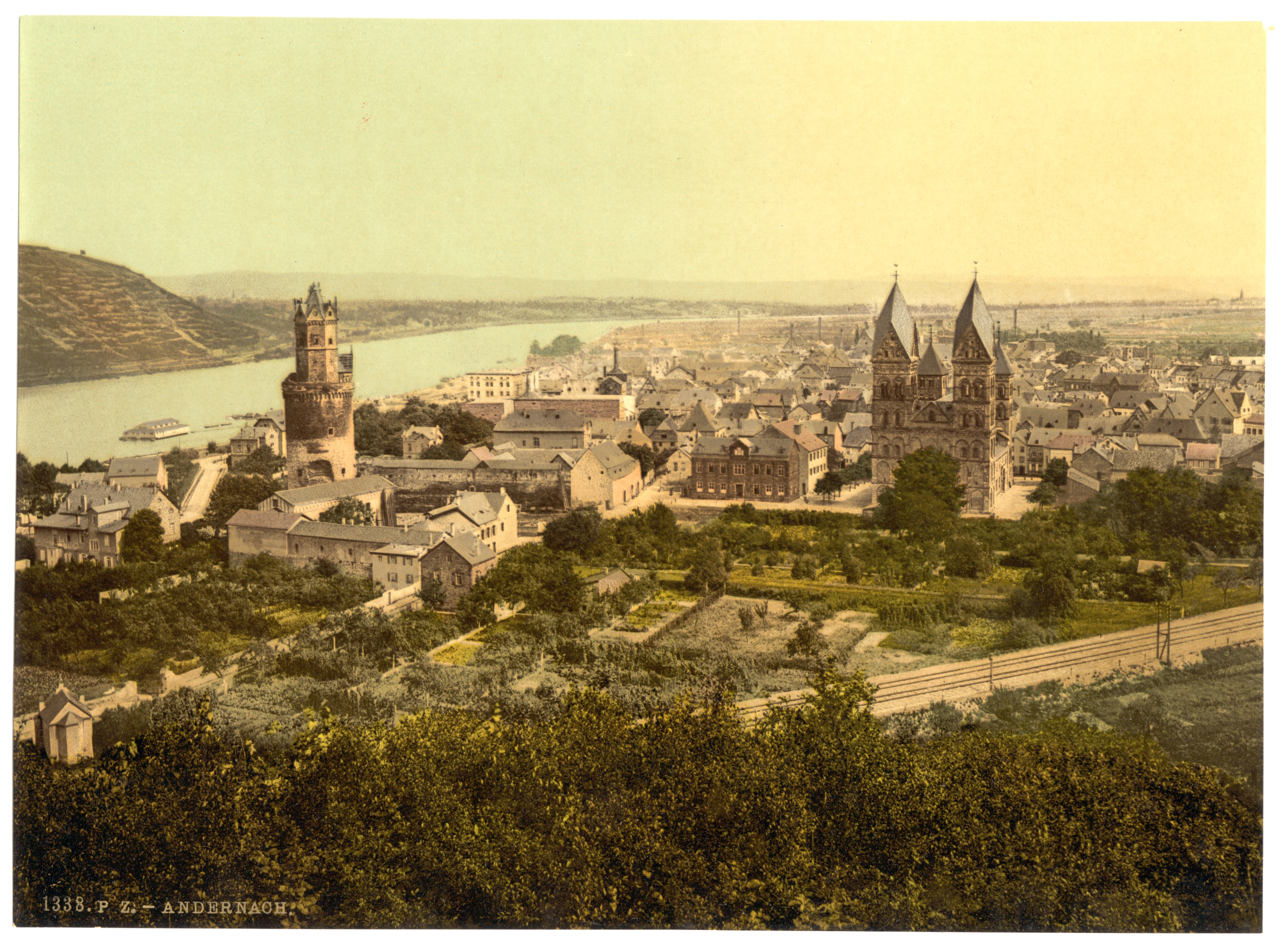
Andernach um 1900 von Westen mit Rundem Turm und „Mariendom“

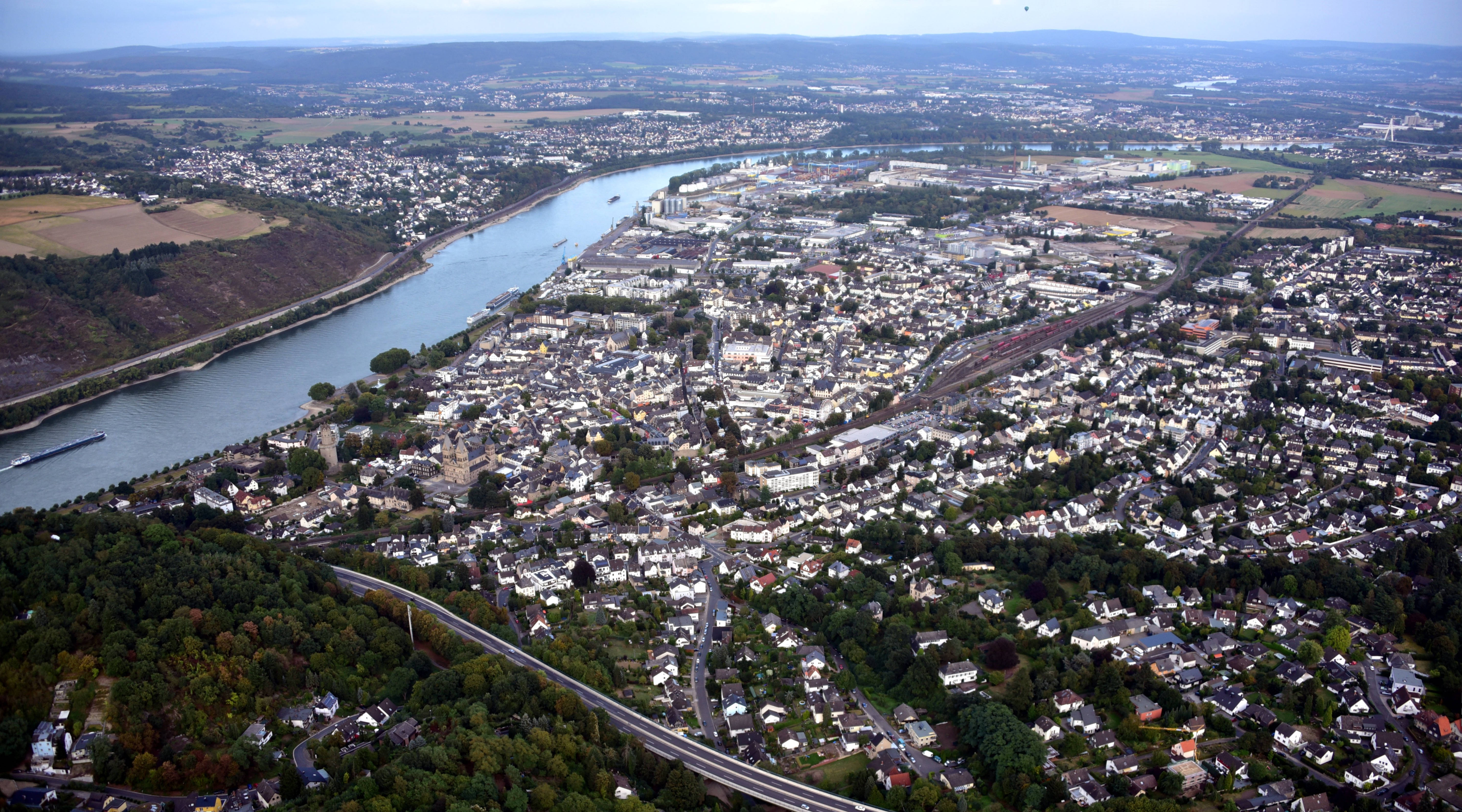
Andernach 2016 von Westen (Luftaufnahme), am anderen Rheinufer links Feldkirchen, rechts davon Irlich, rechts oben die Raiffeisenbrücke bzw. ihr Pylon, gut sichtbar in der Bildmitte rechts die Gleise des Bahnhofs

Andernach ([ˈandɐnax], mundartlich: Annenach, auch Annernach) ist eine Große kreisangehörige Stadt am Rhein im Landkreis Mayen-Koblenz im nördlichen Rheinland-Pfalz. Als römische Gründung und eine der ältesten Städte Deutschlands feierte sie 1988 ihr 2000-jähriges Bestehen.
Sie hatte 2020 über 30.000 Einwohner und ist seit der Neuzeit industriell geprägt (Weißblech, Pharmazie, Chemie), durch ihre Lage und historische Bedeutung aber zugleich touristisch. Stadtteile sind Eich, Kell mit Bad Tönisstein, Miesenheim und Namedy.

## Name
Der ursprüngliche lateinische Name Antunnacum stammt wahrscheinlich aus dem Keltischen: (Antunnacos). Das keltische Suffix -acos (latinisiert -acum) zusammen mit dem – nicht nachweisbaren – Namen Antunnus bedeutet in der Kombination so viel wie Dorf des Antunnus. Erstmals taucht der Name am Ende des 3. Jahrhunderts auf einem römischen Meilenstein im heute belgischen Tongern, dem römischen Aduatuca Tongrorum, auf. In einem römischen Straßenverzeichnis erscheint dann später die Bezeichnung Antonnaco.

## Geographische Lage

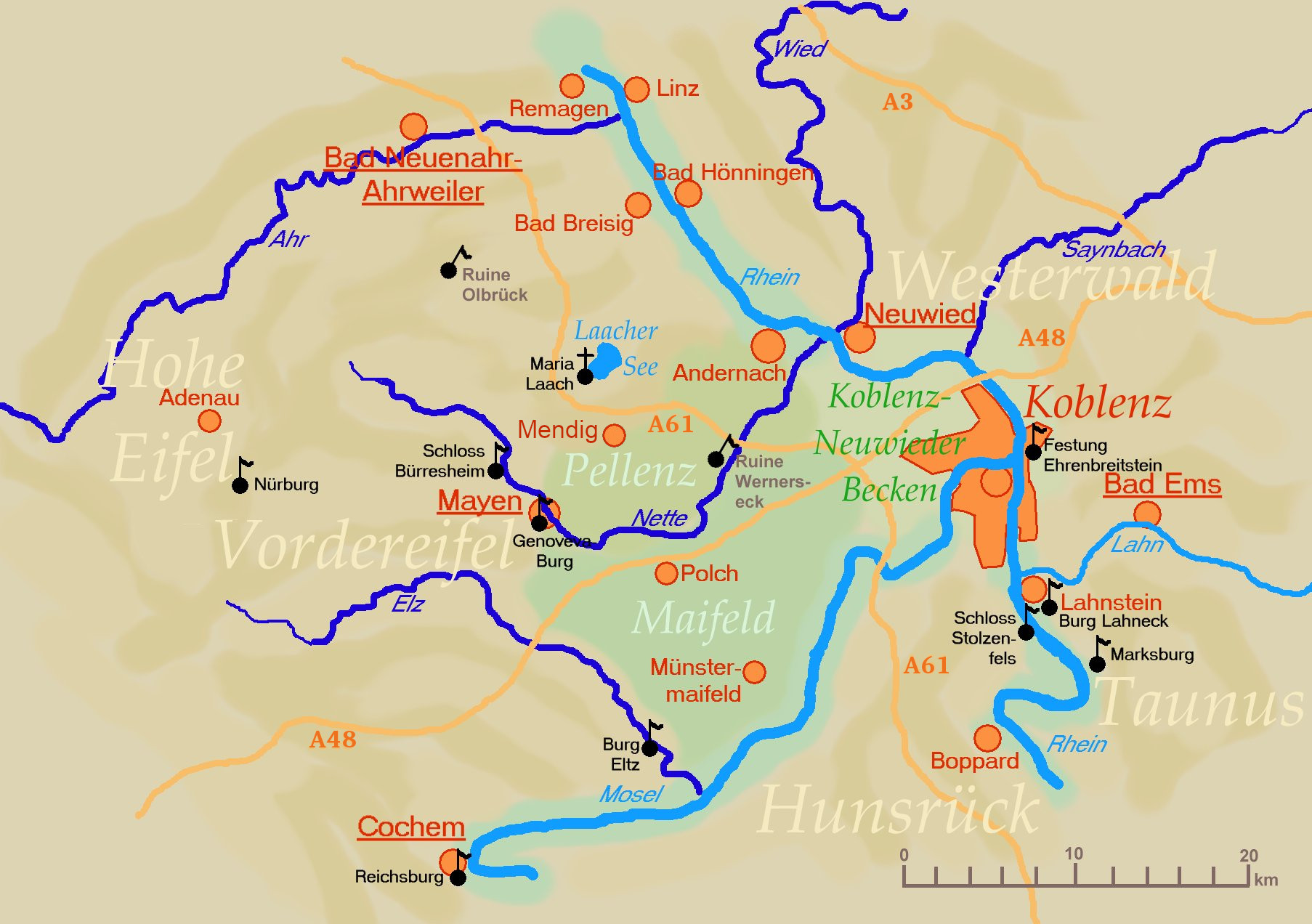
Landschaftskarte

Die Stadt liegt am linken Ufer des Rheins im Neuwieder Becken zwischen Brohl-Lützing im Nordwesten und der Mündung der Nette im Südosten. Unmittelbar an der Stadt steigen im Nordwesten die Hänge der Berge ebenso steil an wie am gegenüber liegenden Rheinufer. An dieser Stelle verjüngt sich das Rheintal und bildet den nördlichen Teil des romantischen Mittelrheins. Der schmale Durchlass zwischen dem Andernacher Geiersberg, der seit etwa 1650 nach dem damals 100 Jahre alten Krahnen an seinem Fuße Krahnenberg heißt, und dem gegenüberliegenden Engwetter vor Leutesdorf trägt schon seit der Römerzeit den Namen Andernacher Pforte (lat. Porta Antunnacensis). Im Nordwesten beginnt die Vor-Eifel, im Südwesten die Pellenz. Andernach liegt damit am östlichen Rand der Vulkaneifel, die sich bis zur Wittlicher Senke erstreckt und naturräumlich in die Teilregionen Vulkanische Osteifel, Vulkanische Hocheifel und Vulkanische Westeifel gliedert.
Nächstgelegene größere Städte sind Neuwied als Nachbarstadt auf der gegenüberliegenden Rheinseite, Koblenz etwa 15 Kilometer südöstlich und Bonn etwa 40 Kilometer nordwestlich.
Andernach wurde auf einer schon in der Antike großteils versandeten Bucht errichtet, in die der Felsterbach mündete, sowie einer darin liegenden ehemaligen Rheininsel. Beides ist im Profil der Stadt erkennbar, auch die Flurbezeichnung „In der Laach“ („Im See/Teich“) und die Straße „In der Felster“ weisen darauf hin.
Durch die Kernstadt fließen heute noch die Antel oder Antelbach, Deubach und, aber größtenteils unterirdisch kanalisiert, Kennelbach, der an der früheren Schafpforte am Ochsentor Schafbach hieß. Nach ihnen benannte man Orte und Straßen wie „Deubachsiedlung“, „Kennelstraße“, „Schafbachstraße“ oder „In der Antel“. Im Stadtteil Miesenheim ist die Nette Namensgeber für „Bachstraße“ und „Nettestraße“, die es bis zur Eingemeindung auch in der Kernstadt gab (nun Stadion- und Ubierstraße).
Bis teilweise ins 20. Jahrhundert hinein wurden am Kennelbach vier Wassermühlen betrieben, die „Hacks-“ oder „Hackenbornmühle“, „Kleesmühle“, „Mohrsmühle“ (am Rennweg) und „Bauchmühle“ (nahe Breite Straße). Als weitere Mühle am Kennelbach stand bis ins 17. Jahrhundert vor der Schafpforte die „Wickmühle“ (Pulvermühle). Davon zeugen die Straßen „Am Hackenborn“, „An der Mohrsmühle“, „Mohrsmühlenweg“ und „Auf der Wick“. 1816 bis 1900 gab es zudem die Loh- und Schneidemühle „Sankt-Thomas-Mühle“ im nordöstlichen Wehrturm der früheren Abtei St. Thomas, mit 26 Metern eine der damals höchsten deutschen Turmwindmühlen.

### Stadtteile
Im Zuge der Kommunalreform wurden die heutigen Stadtteile Namedy (7. Juni 1969), Eich, Kell mit Bad Tönisstein und Miesenheim (jeweils am 7. November 1970) eingemeindet.
Sie sind zugleich auch Ortsbezirke:
| Stadtteil               | Einwohner |
| ----------------------- | --------- |
| Kernstadt               | 23.677    |
| Eich                    | 2.018     |
| Kell mit Bad Tönisstein | 1.014     |
| Miesenheim              | 3.201     |
| Namedy                  | 1.306     |
| Summe                   | 31.216    |

### Klima
Andernach liegt in der so genannten gemäßigten Zone mit gemäßigt kühlem Klima und vorherrschenden Westwinden. Innerhalb dieses Klimaraumes sind milde Winter und mäßig warme Sommer typisch. Bedingt durch die Lage im Neuwieder Becken liegen die durchschnittlichen Temperaturen etwa 1–1,5 Grad Celsius über denen des mittelrheinischen Raumes insgesamt.
Der Jahresniederschlag beträgt 619 mm.

## Geschichte

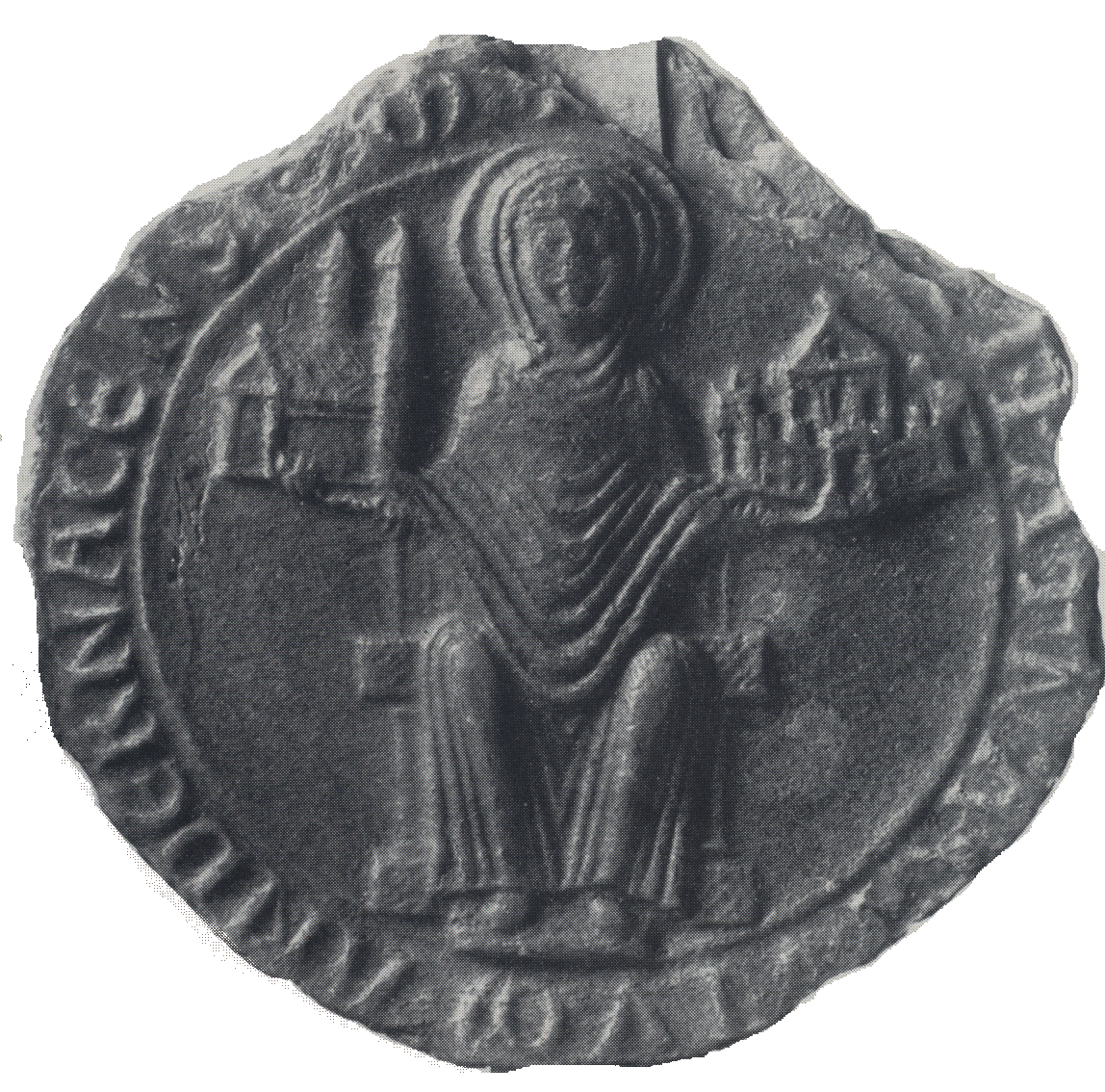
Ältestes Siegel der Stadt, wohl 12. Jh.

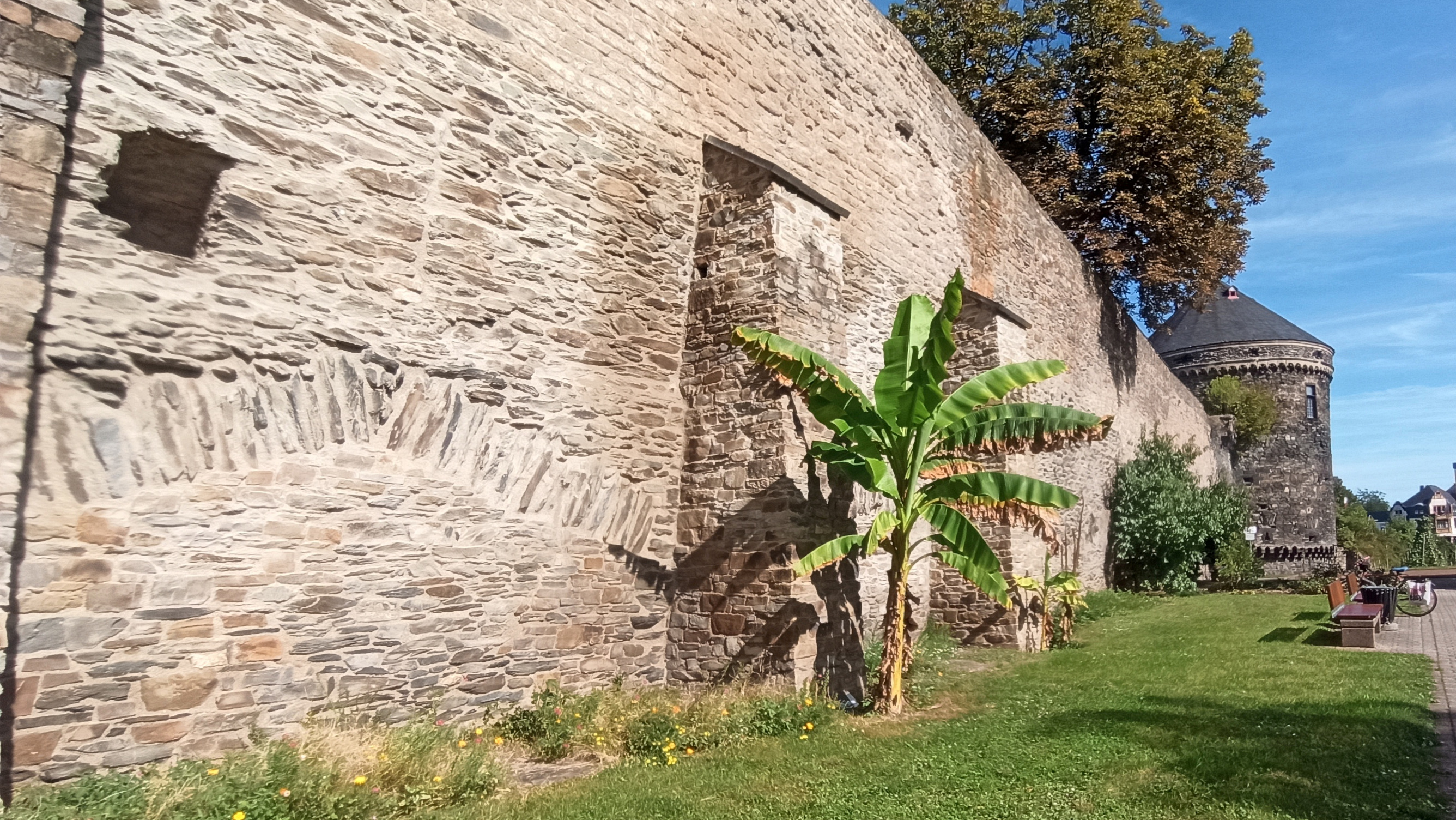
Mittelalterliche Befestigungsanlagen in Andernach, Foto aus 2023

Spätestens seit dem 3. Jahrhundert v. Chr. befand sich eine keltische Siedlung auf dem Gebiet des heutigen Andernach. Nachdem Gaius Iulius Caesar in den Jahren 55 und 53 v. Chr. zwei Rheinbrücken in dem Gebiet zwischen Andernach und Neuwied bauen ließ, wurde das römische Militärlager Antunnacum gegründet. Dieses bestand bis ins 5. Jahrhundert, als Antunnacum und die Umgebung an die Franken fiel.
Im Reich der Merowinger war Andernach Königssitz; 876 fiel es nach einer Schlacht zwischen dem westfränkischen König Karl dem Kahlen und dem ostfränkischen Herrscher Ludwig III. an Letztgenannten. In den folgenden Jahrhunderten stritten die Erzstifte Köln und Trier um Andernach, letztlich übertrug Kaiser Friedrich I. Barbarossa dem Kölner Erzbischof Rainald von Dassel 1167 die Herrschaft über die Stadt. 1198 wurde die Andernach in der Auseinandersetzung zwischen den deutsch-römischen Herrschern Otto IV. und Philipp von Schwaben von jenem erobert und zerstört. Nach dem Wiederaufbau wuchs die Stadt im 13. Jahrhundert über die alten römischen Mauern hinaus.
1349 wurden die Andernacher Juden infolge der durch die Große Pestepidemie ausgelösten Pogrome aus der Stadt vertrieben. Erst über 30 Jahre später war wieder jüdisches Leben in Andernach nachgewiesen. 1407, als Andernach in Konflikte mit dem Erzstift Köln verwickelt war, wurde erstmals ein Stadtrat erwähnt, aber das erste Stadtsiegel wurde von Toni Diederich auf das 12. Jahrhundert datiert.
Nach Reformation und Dreißigjährigem Krieg, in dessen Verlauf Andernach 1632 ausgeplündert wurde, geriet die Stadt ab 1688 in die Wirren des Pfälzischen Erbfolgekriegs. Der französische König Ludwig XIV. ließ die Stadt am 30. April 1689 zerstören, indem er alle Befestigungen schleifen und schließlich die Häuser Andernachs in Brand setzen ließ. Weitere Besatzungen in den folgenden Jahrzehnten führten schließlich zu völliger Verarmung der Stadt, die nach der Französischen Revolution zu Frankreich gehörte. In dieser Zeit wurde die mittelalterliche Gesellschaftsordnung beseitigt, kirchliche Besitztümer wurden säkularisiert.
Am 13. Juni 1856, als Andernach zu Preußen gehörte, erhielt es wieder Stadtrecht. Zwei Jahre später erhielt die Stadt Anschluss an die Eisenbahn, woraufhin sich industrielle Betriebe ansiedelten. Das Wachstum wurde 1914 durch den Ersten Weltkrieg und dann durch die Weltwirtschaftskrise ab Ende 1929 gebremst. Nachdem noch am 30. Mai 1933 eine neue Synagoge eingeweiht wurde, übernahmen die Nationalsozialisten auch in Andernach die Macht und ließen vor allem die jüdische Bevölkerung sowie die Patienten der heutigen Rhein-Mosel-Fachklinik ermorden.
Nach 1949 wuchsen Stadt und Wirtschaft wieder, wie in der gesamten Bundesrepublik Deutschland (siehe Wirtschaftswunder). 1969 und 1970 wurden mehrere umliegende Ortschaften eingemeindet, wodurch Andernach um über 6000 Einwohner wuchs. Am 1. Januar 1970 wurde Andernach zur großen kreisangehörigen Stadt erklärt.

### Konfessionsstatistik
Laut der Volkszählung 2011 waren 52,3 % der Einwohner römisch-katholisch, 18,0 % evangelisch und 29,7 % waren konfessionslos, gehörten einer anderen Glaubensgemeinschaft an oder machten keine Angabe. Der Anteil der evangelischen und katholischen Kirchenmitglieder an der Gesamtbevölkerung ist seitdem gesunken. Ende Juni 2025 hatten 36,6 % der Einwohner die katholische Konfession und 13,7 % die evangelische. 49,8 % gehörten anderen Konfessionen oder Glaubensgemeinschaften an, waren ohne Angabe oder gemeinschaftslos.

### Einwohnerstatistik
| Andernach: Einwohnerzahlen von 2012 bis 2024 | Andernach: Einwohnerzahlen von 2012 bis 2024 | Andernach: Einwohnerzahlen von 2012 bis 2024 | Andernach: Einwohnerzahlen von 2012 bis 2024 | Andernach: Einwohnerzahlen von 2012 bis 2024 |
| -------------------------------------------- | -------------------------------------------- | -------------------------------------------- | -------------------------------------------- | -------------------------------------------- |
| Jahr                                         |                                              |                                              |                                              | Einwohner                                    |
| 2012                                         | 2012                                         |                                              | 29.071                                       | 29.071                                       |
| 2015                                         | 2015                                         |                                              | 29.441                                       | 29.441                                       |
| 2020                                         | 2020                                         |                                              | 30.132                                       | 30.132                                       |
| 2024                                         | 2024                                         |                                              | 30.039                                       | 30.039                                       |
| Quelle(n): statistik.rlp.de                  |                                              |                                              |                                              |                                              |

## Religion
In Andernach wirken zwei katholische Kirchengemeinden, die Pfarrei St. Marien, Andernach mit sieben Kirchorten in der Kernstadt und den Stadtteilen Eich, Kell und Namedy und die Pfarrei Hl. Dreifaltigkeit, Plaidt mit einem Kirchort im Stadtteil Miesenheim sowie eine evangelische Kirchengemeinde.
Darüber hinaus sind verschiedene Freikirchen vertreten: Freie evangelische Gemeinde, evangelisch-freikirchliche Gemeinde, baptistische Gemeinden (Evangelisch-Freikirchliche Gemeinde (Baptisten) und Evangeliums-Christen-Baptisten Gemeinden) und freikirchliche Pfingstgemeinde. Darüber hinaus sind die Zeugen Jehovas vertreten.
Zudem gibt es eine türkisch-islamische Gemeinde mit Moschee in Andernach.

## Politik

### Stadtrat
Der Stadtrat von Andernach besteht aus 40 ehrenamtlichen Ratsmitgliedern (vor 2019 36; die Erhöhung erfolgte nach Kommunalwahlrecht, da Andernach zum Stichtag 30. Juni 2018 mehr als 30.000 Einwohner hatte), die bei der Kommunalwahl am 9. Juni 2024 in einer personalisierten Verhältniswahl gewählt wurden, und dem hauptamtlichen Oberbürgermeister als Vorsitzendem.
Die Sitzverteilung im Stadtrat:
| Wahl | SPD | CDU | AfD | FDP | GRÜNE | FWG | LINKE | FWM³ | REP | Gesamt   |
| ---- | --- | --- | --- | --- | ----- | --- | ----- | ---- | --- | -------- |
| 2024 | 9   | 12  | –   | 1   | 4     | 14  | –     | –    | –   | 40 Sitze |
| 2019 | 13  | 14  | 2   | 1   | 4     | 6   | 0     | 0    | –   | 40 Sitze |
| 2014 | 12  | 14  | –   | 1   | 3     | 4   | 1     | –    | 1   | 36 Sitze |
| 2009 | 13  | 14  | –   | 1   | 2     | 5   | 1     | –    | 0   | 36 Sitze |
| 2004 | 12  | 17  | –   | 0   | 2     | 5   | –     | –    | 0   | 36 Sitze |
| 1999 | 13  | 18  | –   | –   | 1     | 4   | –     | –    | –   | 36 Sitze |

- FWG = Freie Wählergruppe Andernach e. V.
- FWM³ = Freie Wähler Mutig-Modern-Menschlich

Aufgrund der Besonderheiten des rheinland-pfälzischen Wahlsystems bei den Kommunalwahlen (personalisierte Verhältniswahl) sind die in der Graphik dargestellten prozentualen Stimmanteile als „gewichtete Ergebnisse“ ausgewiesen, welche das Wahlverhalten nur rechnerisch wiedergeben können.

### Wahlergebnisse 1946 bis 2024
| Partei | 1946 | 1948 | 1952 | 1956 | 1960 | 1964 | 1969 | 1970 | 1974 | 1979 | 1984 | 1989 | 1994 | 1999 | 2004 | 2009 | 2014 | 2019 | 2024 |
| ------ | ---- | ---- | ---- | ---- | ---- | ---- | ---- | ---- | ---- | ---- | ---- | ---- | ---- | ---- | ---- | ---- | ---- | ---- | ---- |
| CDU    | 51,0 | 33,9 | 37,1 | 42,0 | 39,8 | 41,2 | 45,0 | 44,8 | 47,9 | 40,3 | 40,9 | 39,5 | 41,3 | 47,5 | 45,3 | 37,9 | 39,7 | 31,3 | 30,5 |
| SPD    | 39,3 | 40,9 | 40,5 | 46,0 | 39,1 | 43,8 | 46,8 | 45,5 | 42,6 | 47,8 | 41,0 | 44,9 | 39,3 | 36,2 | 31,3 | 35,2 | 34,9 | 29,4 | 21,5 |
| FWG    | –,–  | 13,4 | 18,6 | 12,1 | 16,5 | 15,0 | 8,2  | 9,7  | 6,0  | 6,4  | 8,0  | 8,3  | 7,6  | 10,1 | 12,5 | 13,7 | 10,8 | 11,9 | 35,7 |
| GRÜNE  | –,–  | –,–  | –,–  | –,–  | –,–  | –,–  | –,–  | –,–  | –,–  | –,–  | 6,4  | 7,3  | 6,0  | 3,9  | 6,1  | 5,5  | 7,0  | 13,4 | 8,7  |

Anmerkungen:
- Die CDU hieß 1946 in Andernach noch CDP.
- Die KPD zog 1946 mit 9,7 % in den Stadtrat, 1948 gelang ihr der Wiedereinzug, 1952 scheiterte sie mit 4,01 % an der 5-%-Hürde. 1956 wurde sie dann verboten.
- Die FDP trat 1960 erstmals zur Wahl an, blieb mit 4,61 % aber unter der 5-%-Hürde. Vor Abschaffung der Klausel gelang ihr nur 1979 der Einzug in den Stadtrat. Nach über 25 Jahren gelang der FDP 2009 der Wiedereinzug in den Stadtrat; bei den Wahlen 2014, 2019 und 2024 wurde sie bestätigt.

### Oberbürgermeister
Bis 1969 wurde das Amt des Oberbürgermeisters als „Bürgermeister“ bezeichnet.
- 1946–1948: Egon Herfeldt (CDP, später FWG)
- 1949–1964: Johann Füth (CDU)
- 1965–1974: Walter Steffens (CDU)
- 1974–1994: Gerold Küffmann (CDU)
- 1994–2023: Achim Hütten (SPD)
- seit 2023: Christian Greiner (FWG)

Bei der Direktwahl am 19. November 2017 wurde Achim Hütten mit einem Stimmenanteil von 78,2 % für eine weitere achtjährige Wahlperiode als Oberbürgermeister bestätigt. Im Mai 2022 kündigte Hütten jedoch an, aus persönlichen Gründen sein Amt bereits im April 2023 vorzeitig niederzulegen. Bei der deshalb am 13. November 2022 durchgeführten Direktwahl setzte sich Christian Greiner (FWG) mit einem Stimmenanteil von 60,9 % gegen drei weitere Bewerber als künftiger Nachfolger durch. Seine Amtseinführung erfolgte am 30. März 2023.

### Bürgermeister
Bis 1969 wurde das Amt des Bürgermeisters als „Erster hauptamtlicher Beigeordneter“ bezeichnet.
- 1965–1975: Werner Klein (SPD)
- 1975–1982: Helmuth Günter (CDU)
- 1983–1993: Rainer Krämer (SPD)
- 1993–1994: Achim Hütten (SPD)
- 1994–2002: Franz Breil (FWG)
- 2002–2010: Josef Nonn (CDU)
- seit 2010: Claus Peitz (CDU)[17]

### Ortsvorsteher
Bei der Kommunalwahl am 9. Juni 2024 wurden in den Ortsteilen folgende Ortsvorsteher gewählt:
- Eich: Maximilian Janz (FWG)
- Kell: Helmut König (CDU)
- Miesenheim: Stefan Kneib (CDU)
- Namedy: Timur Külahcioglu (FWG)

### Abgeordnete
Andernach gehört zum Bundestagswahlkreis „197 Ahrweiler“. Direkt gewählt wurde 2025 erneut – wie seit 2009 – Mechthild Heil (CDU).
Das Direktmandat im Landtagswahlkreis „11 Andernach“ holte 2021 Clemens Hoch (SPD). Anette Moesta (CDU) wurden über die Landesliste gewählt.

### Städtepartnerschaften
Bereits in den 1950er Jahren begründete sich zur Überwindung der Weltkriegsereignisse zwischen den katholischen Kirchengemeinden von Andernach und Toul am Unterlauf der Mosel in Lothringen eine Gemeindepartnerschaft mit regelmäßigen Schüleraustauschen zwischen deutschen und französischen Familien.
Auf politischer Ebene unterhält Andernach Städtepartnerschaften mit:
- Saint-Amand-les-Eaux, Frankreich (seit 1959)
- Stockerau, Österreich (seit 1984)
- Ekeren, Belgien (seit 1979, inzwischen ist Ekeren ein Stadtteil von Antwerpen)
- Farnham, Vereinigtes Königreich (seit 1991)
- Dimona, Israel (seit 1975)
- Zella-Mehlis, Thüringen (seit 1990)

### Wappen
| Wappen von Andernach | Blasonierung: „In Silber ein durchgehendes geschliffenes schwarzes Balkenkreuz, belegt mit zwei schräggekreuzten roten Schlüsseln, Bärte nach außen gewandt.“ |
| Wappen von Andernach | Wappenbegründung: Das schwarze Kreuz auf silbernem Grund des kurkölnischen Wappens symbolisiert die Landesherrschaft des Erzstifts Köln für 627 Jahre, die roten Schlüssel verweisen zweifach auf das Erzbistum Trier, einmal als Attribut des Apostels auf St. Peter als Patron des Trierer Doms und Erzbistums von Trier, dem Andernach kirchlich angehörte, zum anderen deren Farbe, vom roten Balkenkreuz (auf silbernen Grund) des kurtrierischen Wappens übernommen. Das Wappen ist seit dem Jahre 1344 bekannt, die Farben seit 1483. Auf den ältesten beiden Stadtsiegeln wird Maria, auf einem Thron sitzend, in der rechten Hand eine Kirche, in der linken Hand eine Stadt haltend, dargestellt. Die Siegelumschrift: “MATER DEI PATRONA CIVIUM ANDERNACENSIUM” (deutsch: „Mutter Gottes, Patronin (Schutzherrin) der Andernacher Bürger“). Der älteste Siegelstempel (Typar) ist vor 1200 entstanden, der erste Abdruck aus dem Jahr 1250 erhalten. Beim großen Stadtwappen zusätzlich Helmzier und Helmdecke: „Auf mit einem goldenen Mauerring (die Stadtmauer mit ihren Toren darstellend) bekröntem Bügelhelm mit rot-schwarzen Helmdecken drei silberne Pfauenstöße.“ Die Stadtflagge: „Geteilt von Schwarz und Rot, belegt mit dem Stadtwappen.“ |

## Kultur und Sehenswürdigkeiten

### Sehenswürdigkeiten

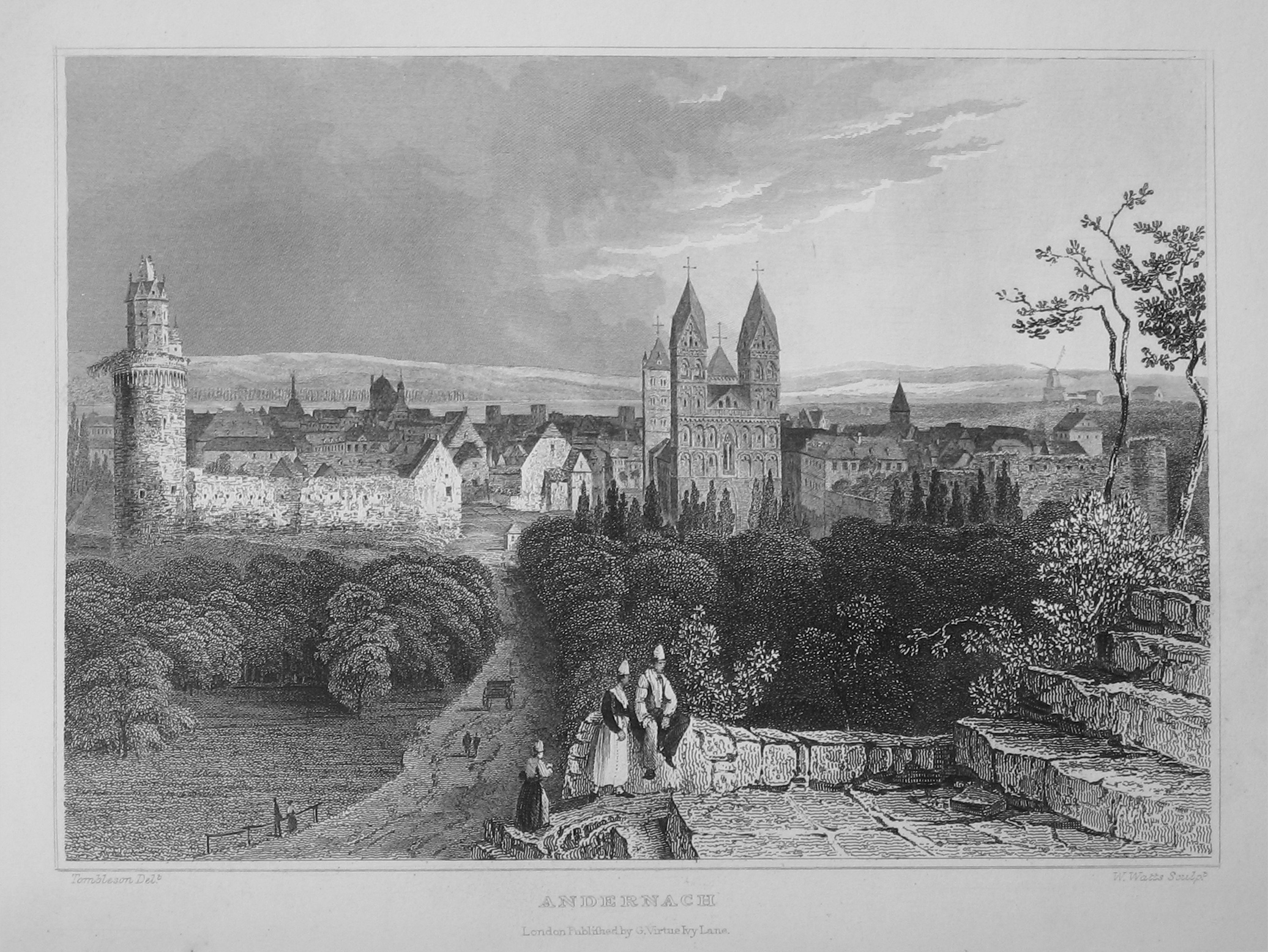
Stich von Wm. Watts um 1840 nach Vorlage von Wm. Tombleson. Runder Turm, Dom, Stadtmauerrest mit Schulturm und Kurtmanns Erker. Vorne die Ruine des römischen Rosmertatempels, im Hintergrund rechts St. Thomasmühle (ehemaliger Wehrturm der Abtei St. Thomas), Mitte re. Dadenbergsturm mit Helm.

#### Runder Turm
Das Wahrzeichen der Stadt ist der „Runde Turm“ genannte Wehrturm, der den nordwestlichen Eckpunkt der Stadtmauer bildet. Als Wartturm der Stadtbefestigung wurde er in den Jahren 1440 bis 1453 errichtet. Er besitzt drei Geschosse und ein Giebelgeschoss. Bei einer Höhe von 56 Metern bis zur Turmspitze und bis zu 5 Meter dicken Mauern ist er der höchste Wehrturm am Rhein und einer der größten mittelalterlichen Wehrtürme überhaupt.
1689 widerstand der Turm einem Sprengversuch der abrückenden französischen Truppen Ludwig XIV. Was blieb, ist ein Ausbruch an der westlichen Feldseite des Turms von etwa 1,20 Metern Tiefe. Im Jahre 2003 wurde der große Turm anlässlich seines 550. Geburtstags umfassend renoviert.

#### Maria Himmelfahrt (Mariendom –Liebfrauenkirche)
Die katholische Pfarrkirche „Maria Himmelfahrt“, eine mächtige Emporenbasilika mit vier Türmen, Westbau und Chor liegt am westlichen Rand der Stadt in direkter Nähe zur Stadtmauer und damit auch an der Westseite des in römischer Zeit dort befindlichen Kastells Antunnacum, aus dem die spätere Siedlung hervorging. Sie wurde nach der Zerstörung der vorherigen Kirche zwischen 1196 und 1220 gebaut und war lange Zeit Eigenkirche des Erzbischofs von Trier, woher auch der Alternativname Mariendom stammt. Heute ist sie die Hauptkirche der katholischen Pfarreiengemeinschaft Andernach.

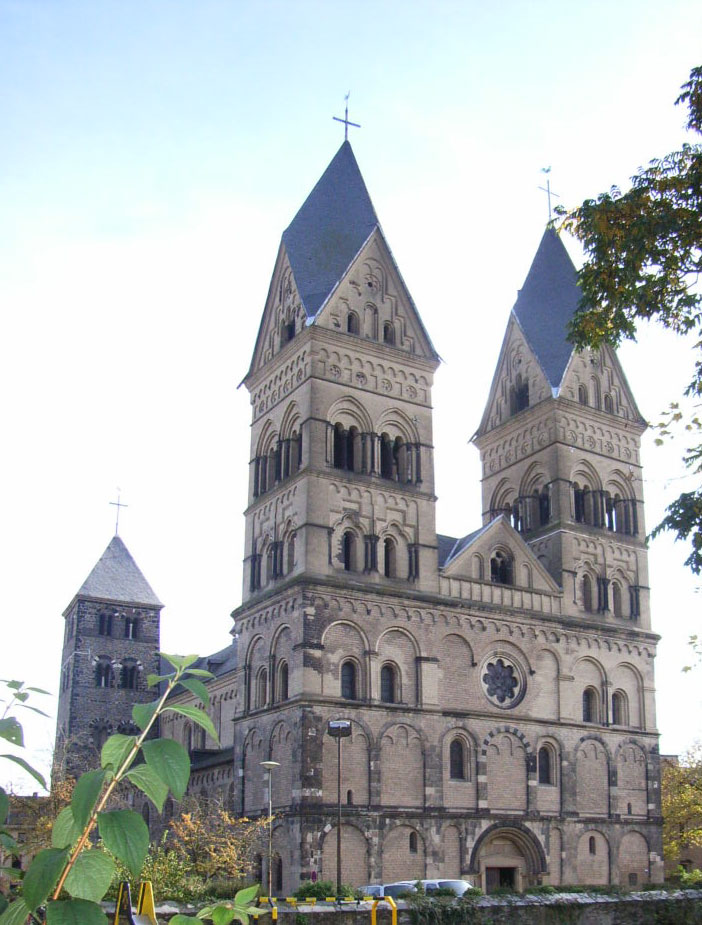
Westfassade des Domes
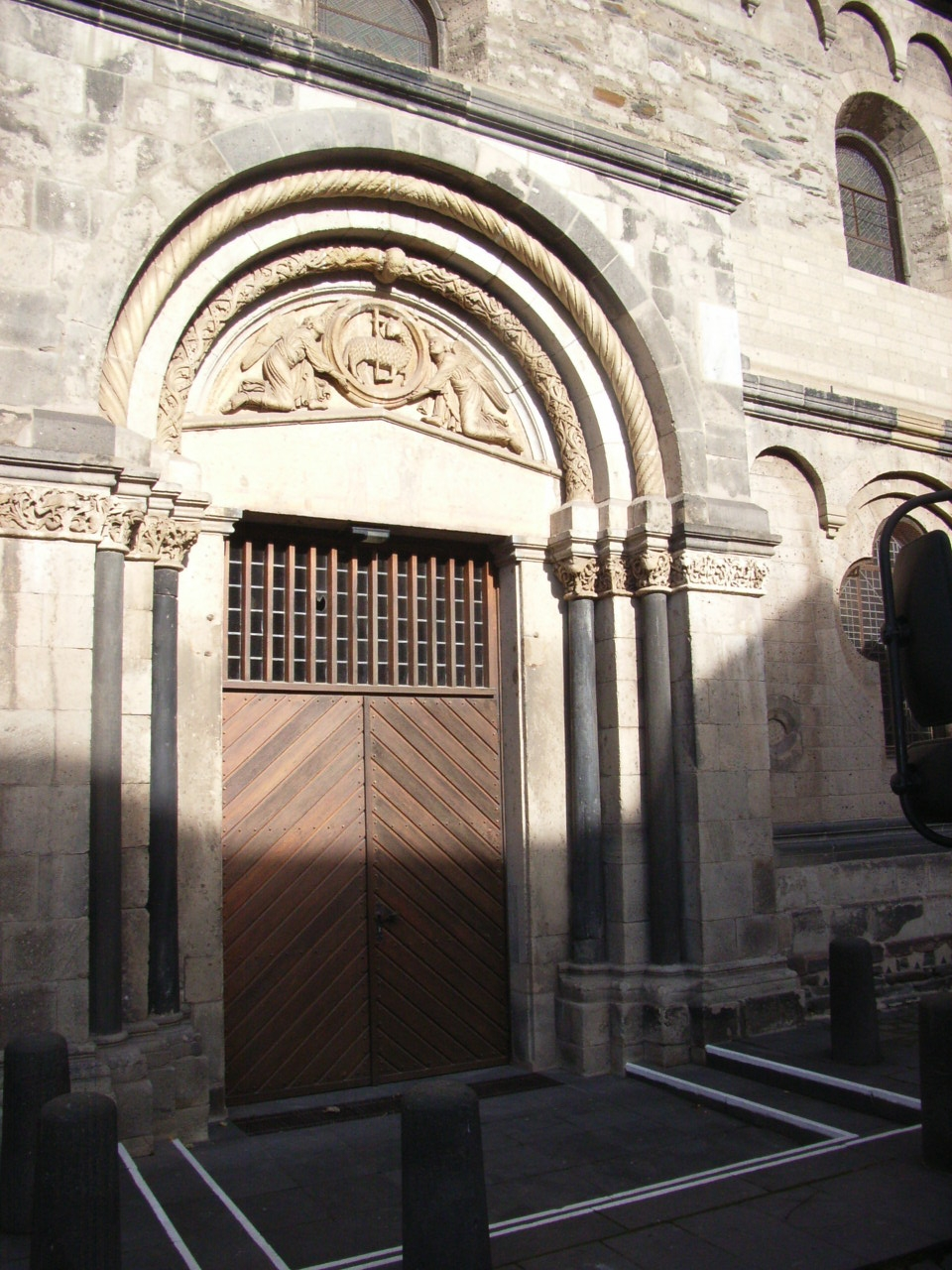
Südportal
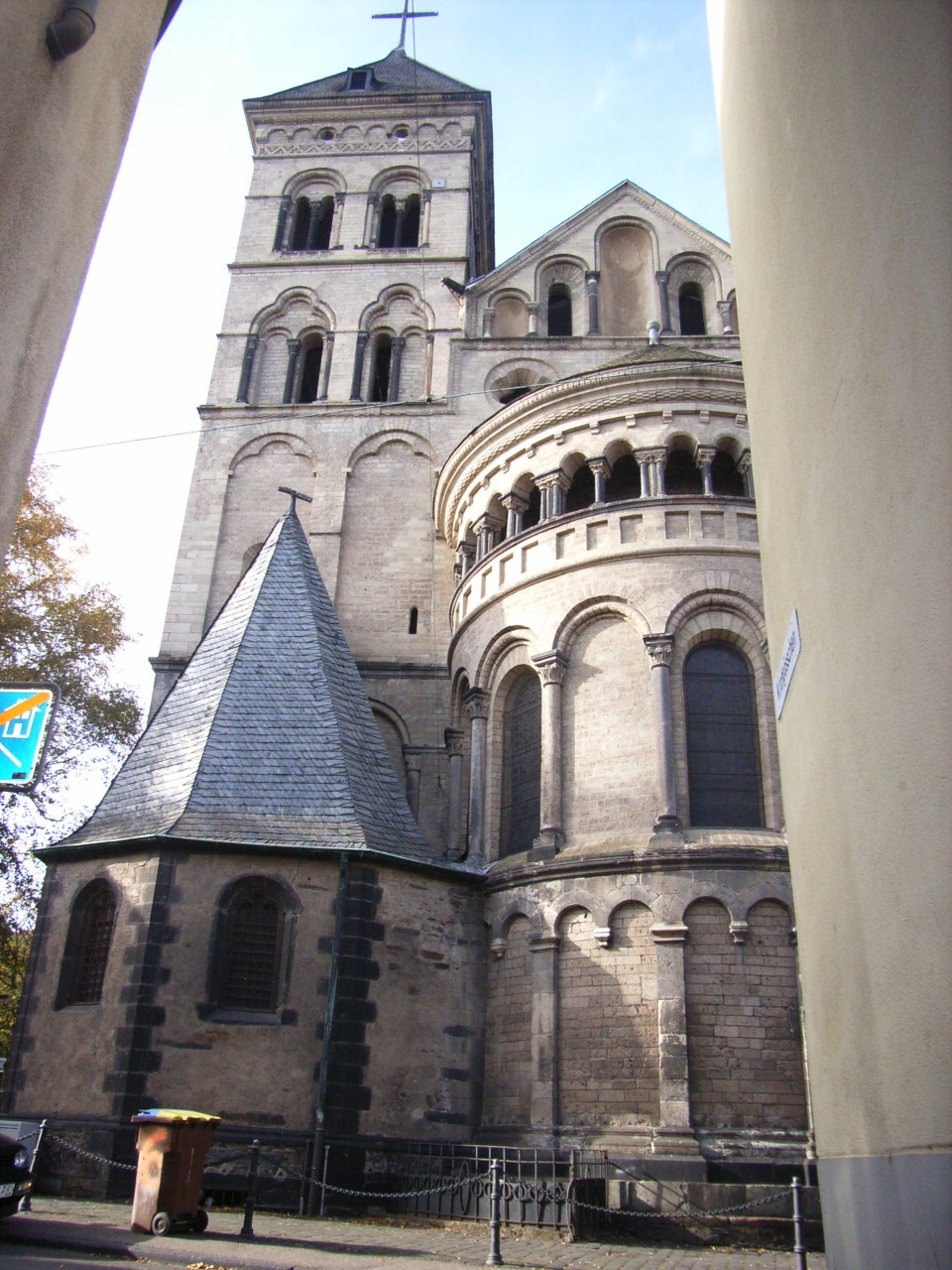
Chor und Sakristei
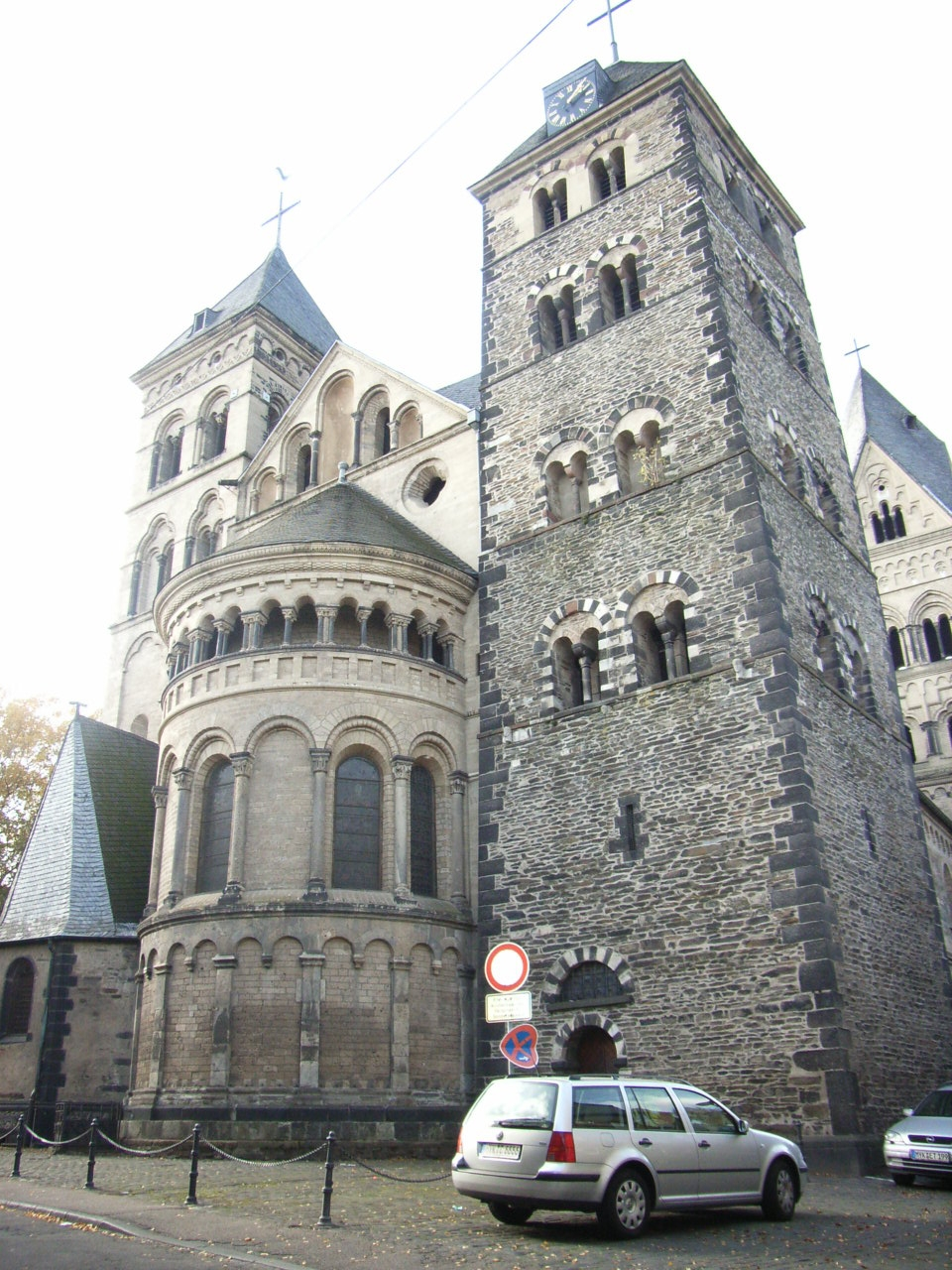
Nordostturm aus dem frühen 11. Jahrhundert
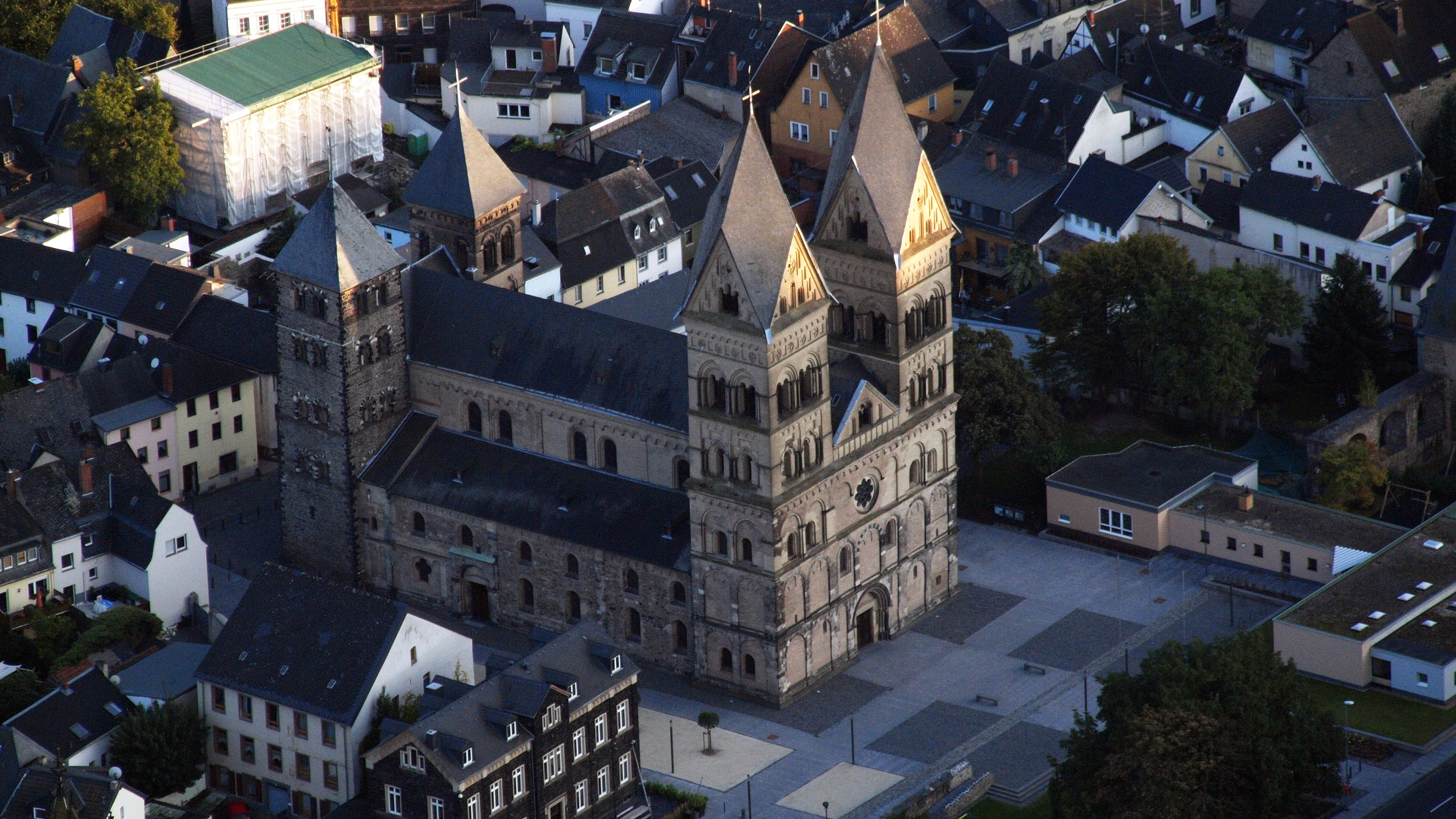
Luftaufnahme 2014

#### Alter Krahnen

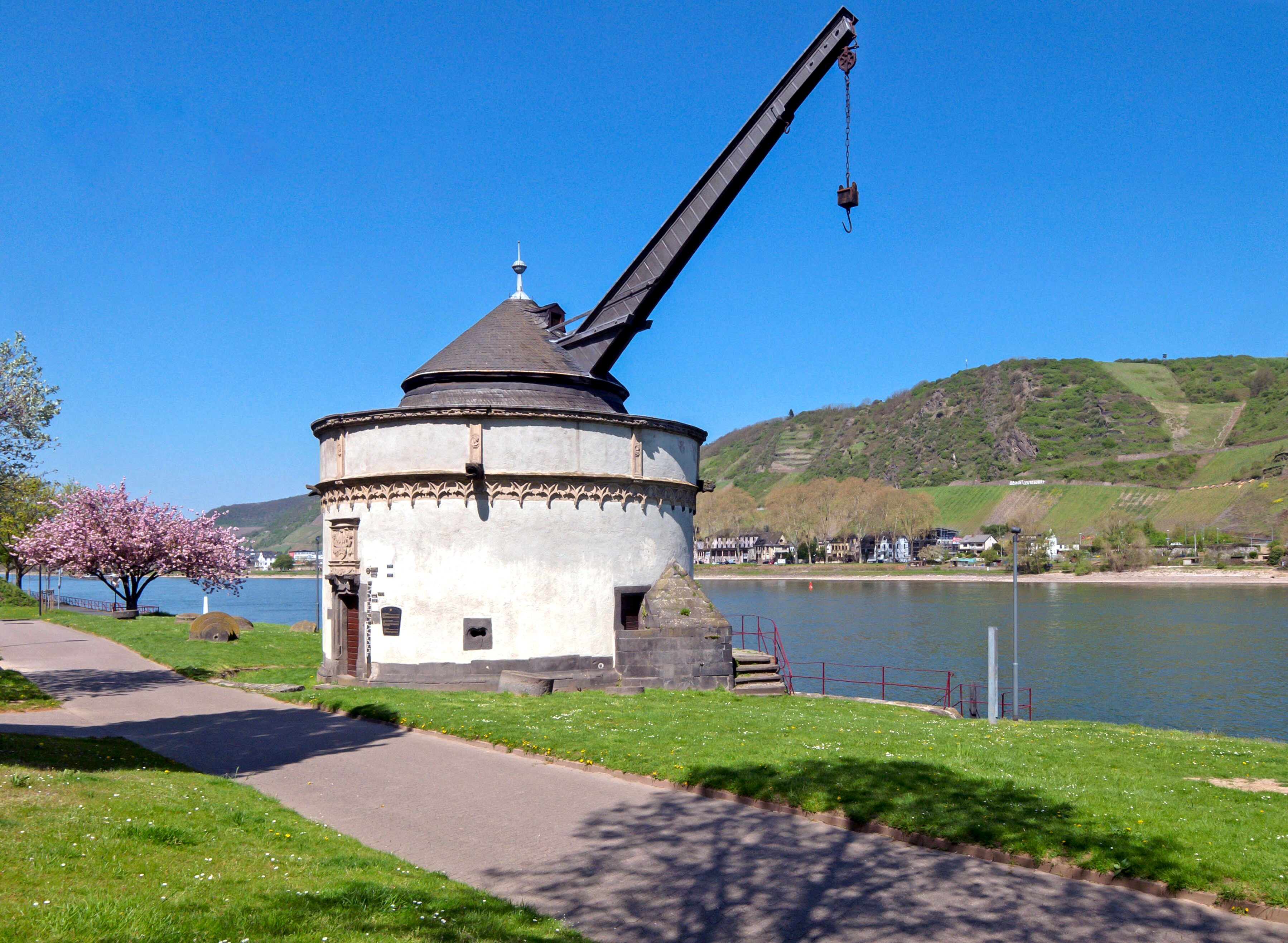
Alter Krahnen

Der Alte Krahnen ist ein 1561 fertiggestellter Stein-Turmdrehkran bei Rheinkilometer 613,8 am damaligen Hafen Andernachs. Er ersetzte einen um 1400 erbauten Schwimmkran. Der Steinkran ist heute eine der bekanntesten Sehenswürdigkeiten Andernachs.
Der Alte Krahnen war damals die größte Verladevorrichtung an Deutschlands Binnengewässern und diente 350 Jahre lang der Verladung von Weinfässern und der aus dem Eifelraum angelieferten Mühl- und Tuffsteine bis ins Jahr 1911. Seine Mechanik ist noch intakt.

#### Christuskirche

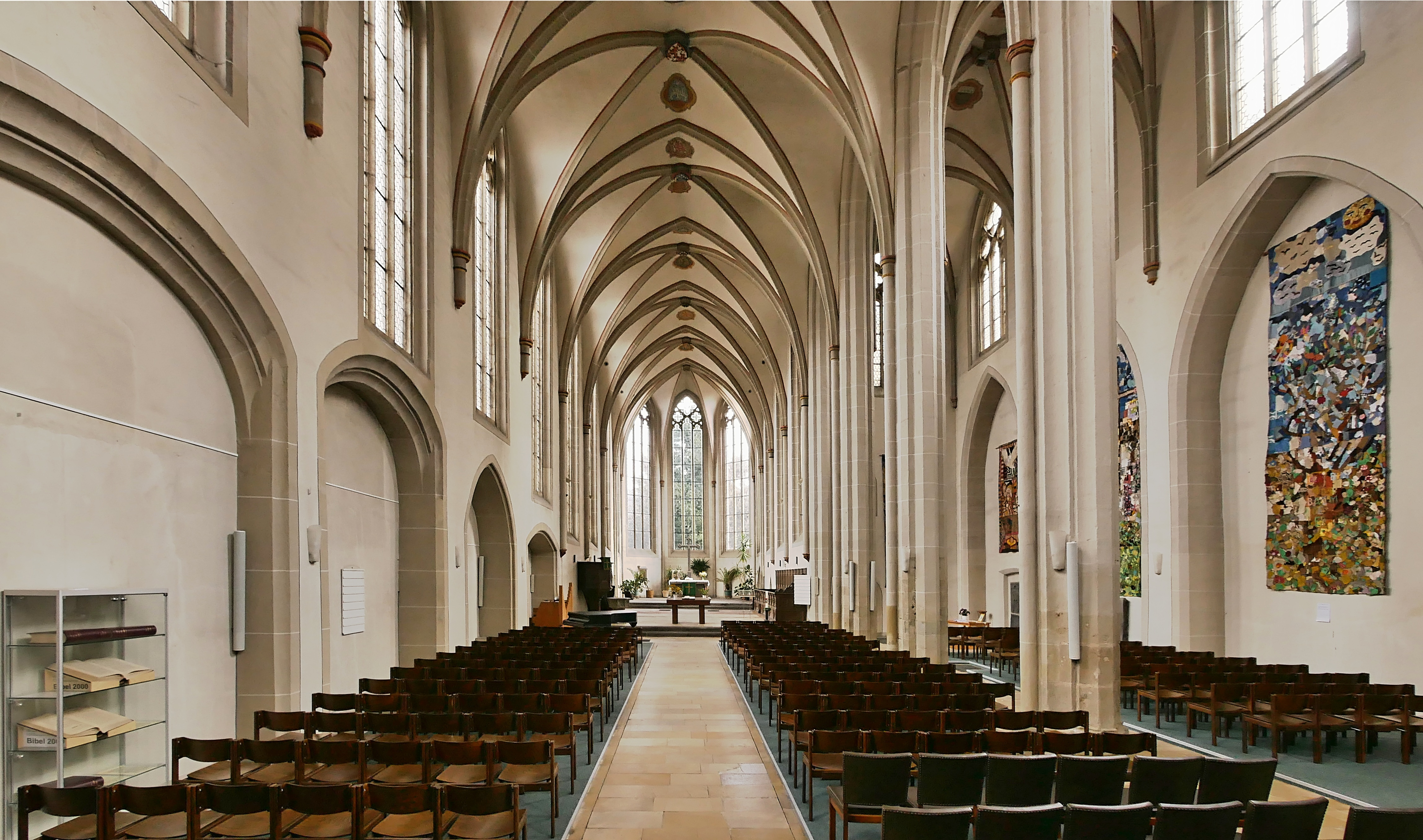
Christuskirche: Kircheninneres

Die evangelische Christuskirche ist eine hochgotische, zweischiffige Hallenkirche mit dreijochigem Langchor und vielen spätgotischen Bauelementen. Sie war bis 1802 die St.-Nikolaus-Kirche des Minoritenklosters.
Die Kirche gilt als eine der wichtigsten und eindrucksvollsten rheinischen Minoritenkirchen und war über Jahrhunderte Begräbnisstätte der Stifterfamilie, des mittelrheinischen Adels und wohlhabender Bürger der Stadt, deren Wappen in den Kreuzgewölben angebracht sind.

#### Rheintor (Kornpforte)

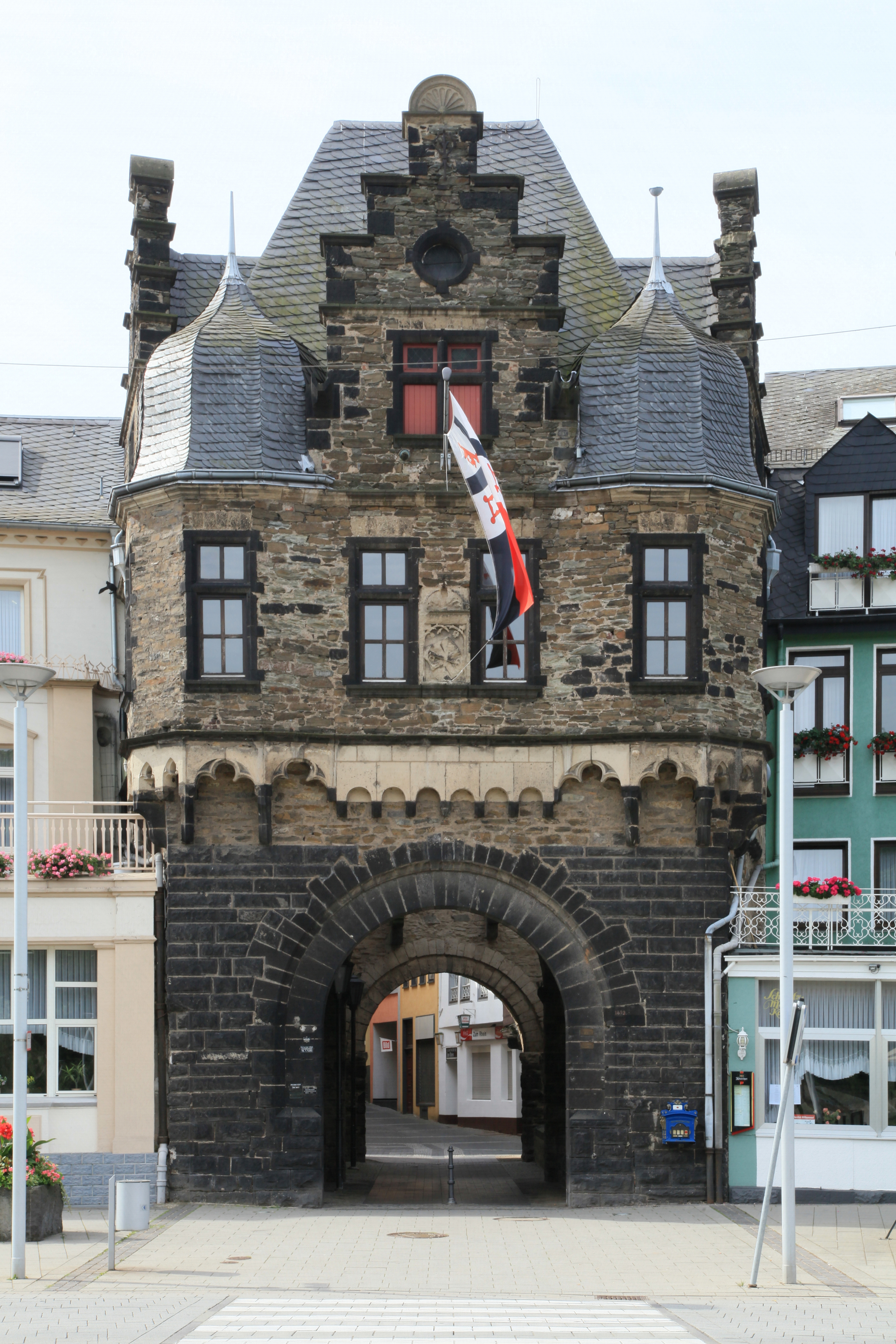
Rheintor (Kornpforte)

Das Rheintor wurde um 1200 als Hauptzugang der Stadt vom Rheinufer her errichtet. Es ist die älteste Doppeltoranlage des Rheinlandes. In die Zeit der Erbauung gehören nur noch der Grundriss und Teile des unteren Mauerwerks. Im 18. Jahrhundert wurde das Gebäude umgebaut. 1899 erhielt es in Anlehnung an sein Aussehen im 17. Jahrhundert die heutige Gestalt.

#### Weitere Sehenswürdigkeiten
- Mittelalterliche städtische Wehranlagen mit der Ruine der kurkölnischen Stadtburg mit intaktem Bergfried (30 Meter, seit 1836 Gefängnis, 1911–1922 Jugendherberge, heute Trauzimmer) und restauriertem Pulverturm (1493–1495 erbaut), sowie der in Teilen erhaltenen Stadtmauer mit sechs (von zehn) vollständig erhaltenen Halbrundtürmen (Schulturm (nach der Schule in der Nähe, Westseite), Kurtmanns Erker (nach der Andernacher Familie Kurtmann, Westseite), Bern(hard)sturm (nur Sockel und Teil der Schale erhalten), Dadenbergturm (nach alter Andernacher Adelsfamilie von Dadenberg, Südseite), Helmwartsturm, Brüderturm (nach dem bis 1802 nahegelegenen Minoritenkloster), Ottenturm (Südseite)), den beiden Stadttoren Koblenzer Tor (Burgpforte, Ruine 2012 renoviert), Rheintor (Kornpforte, 1898–1900 Umbau zum Museum und Stadtarchiv durch Architekt Ludwig Hofmann) und dem Bollwerk, einer alten Zollstation am Rhein.
- Hospitalkirche St. Joseph (vorm. Annuntiatenkirche St. Nikolaus und Elisabeth) mit barockem Innenausbau; die Kirche trägt noch den ehemaligen Patronatsnamen des früheren Hospitals St. Josef, das im März 1934 nach Beschluss vom 6. Dezember 1933 den heutigen Namen Stiftshospital St. Nikolaus erhielt.

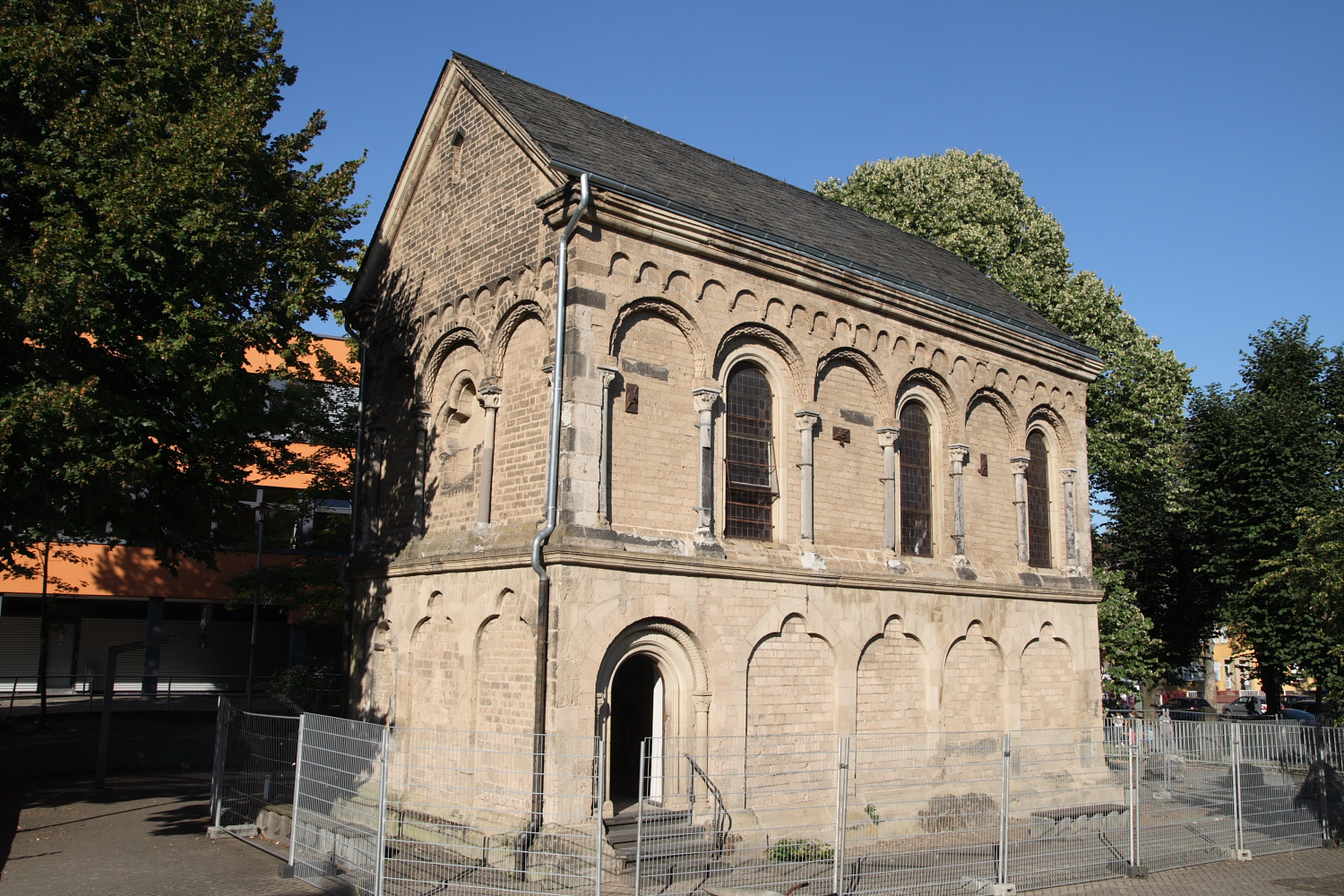
St.-Michaels-Kapelle (vor Restauration)

- St.-Michaels-Kapelle (vor Restauration) St.-Michaels-Kapelle (13. Jahrhundert, eine Friedhofskapelle des ehemaligen, 1126–1129 auf den Trümmern des Vorgängerbaus St. Stephan gegründeten Augustiner-Chorfrauen-Stiftes Unsere Liebe Frau vor den Mauern zu St. Thomas nach dem hl. Thomas Becket benannt, vor 1482 Unsere Liebe Frau vor den Mauern / St. Maria) mit erhaltenem Wehrturm des Klosters aus dem 14. Jahrhundert, der seit 1816 Turmwindmühle St.-Thomas-Mühle (Loh- und Schneidemühle, mit 26 Meter die höchste in Rheinland-Pfalz) und ab 1912 Wasserturm war.
- Johannes-Nepomuk-Statue (17. Jahrhundert) am Johannesplatz und verschiedene Bildstöcke an der Koblenzer Str. (teilweise im schlechten Zustand).
- Historisches Rathaus erstmals 1407 als Sitz des Andernachers Rates erwähnt, mit jüdischer Mikwe (Ritualbad) aus dem 13. Jahrhundert der damaligen Synagoge, über drei unterirdische Stockwerke mit dem Rhein verbunden; Ersterrichtung des heutigen Baus 1561–1574 mit ursprünglich offener, kreuzgewölbten Markthalle (erhalten) im Parterre zur Hochstraße (1689 großteils zerstört, 1781 Neuerrichtung mit geschlossener Halle).

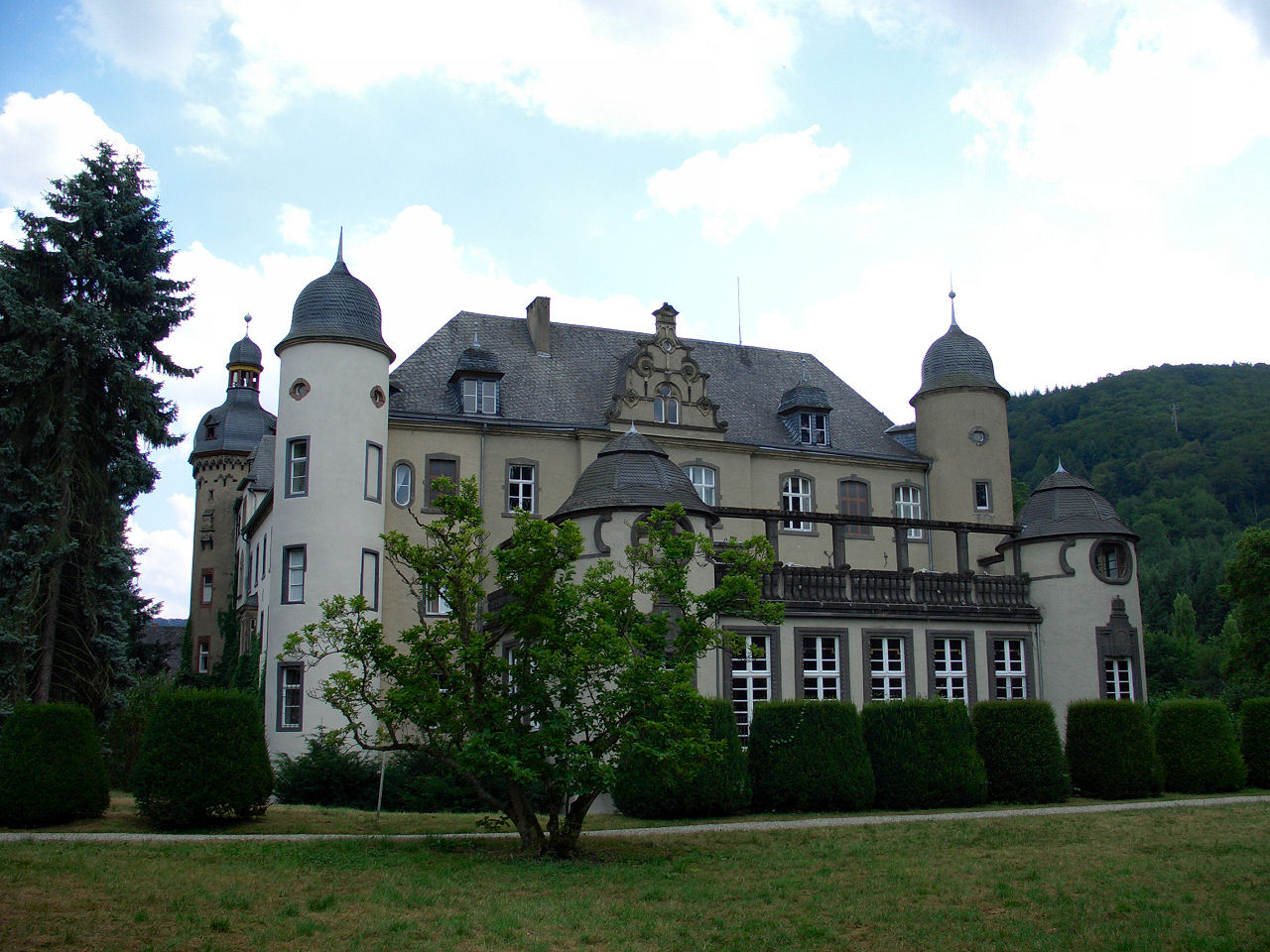
Burg Namedy im Andernacher Ortsteil Namedy

- Burg Namedy im Andernacher Ortsteil Namedy Im Stadtteil Namedy befindet sich die Burg Namedy aus dem 15. Jahrhundert, die sich im Besitz des Sigmaringener Zweiges des Hauses Hohenzollern befindet.
- Bei Bad Tönisstein kann man die Tönissteiner Heilwasserquelle(n) besuchen. Sie gelten als die ältesten Römerquellen Deutschlands (2050 Jahre, Münzfunde aus Cäsars und Konstantins I. Zeiten). Sie wurden 1501 erstmals als Heylborn in den Andernacher Annalen urkundlich erwähnt und um 1540 von Johann Winter aus Andernach empfohlen. 1389 wurde ein heute nur noch als Ruine vorhandenes, Karmeliterkloster nach einem Heiligenbildfund (Pietà mit Hl. Antonius) errichtet, das bis 1809 existierte (siehe auch: Klosterruine Tönisstein). Diese Kloster St. Antoniusstein benannte man später volksmundlich Tönisstein. Das vorhandene Mineralwasser wurde dort als Heilmedium angewandt. Bad Tönisstein war vom ausgehenden 16. bis 18. Jahrhundert Heilbad und Sommerresidenz der Kurfürsten von Köln.

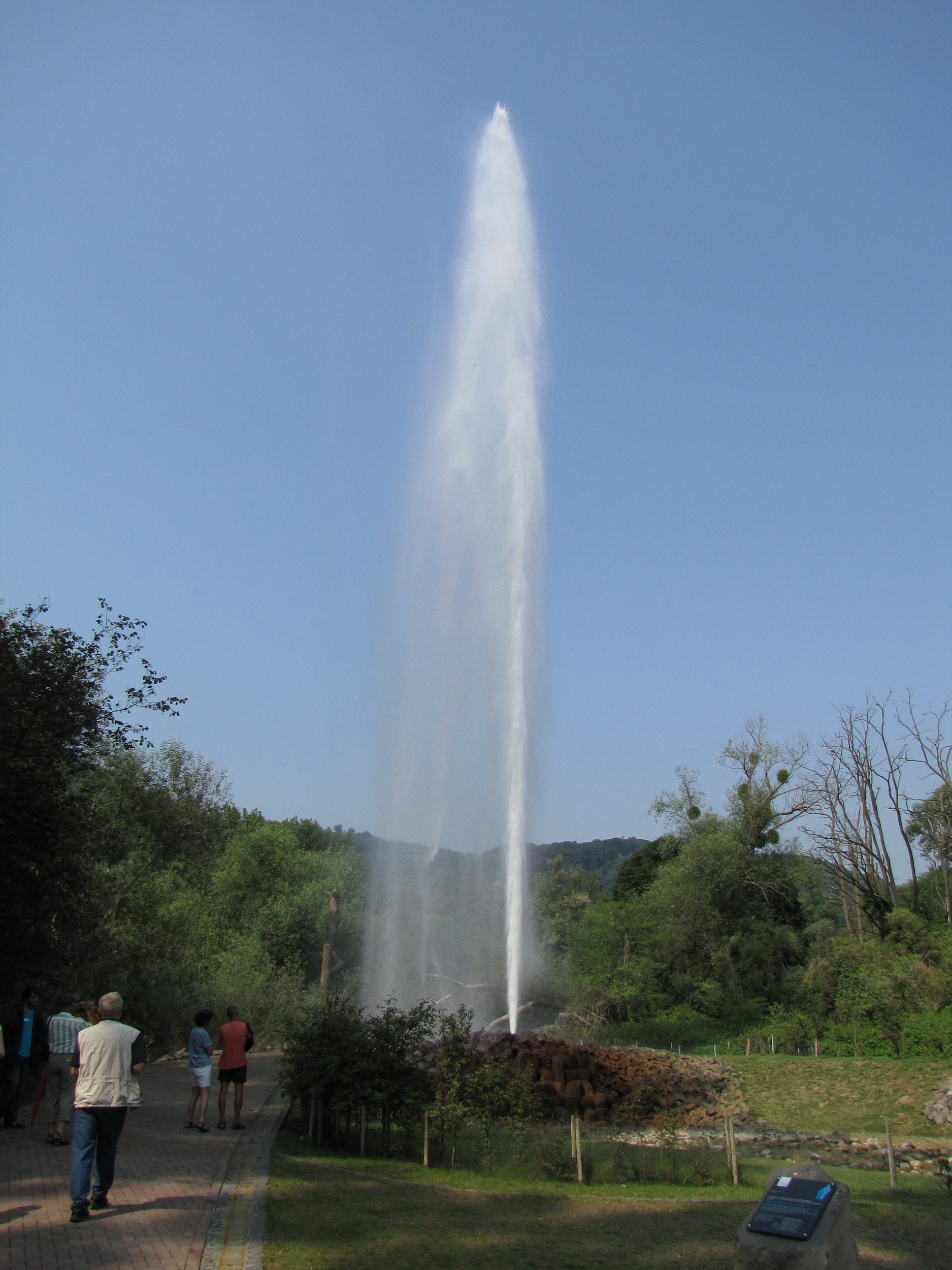
Geysir Andernach, höchster Kaltwassergeysir der Welt

- Geysir Andernach, höchster Kaltwassergeysir der Welt Geysir Andernach, auch Namedyer Sprudel genannt, auf dem Namedyer Werth (Krummenwerth), der mit etwa 55–60 Metern der höchste Kaltwassergeysir der Welt ist. Der Sprudel sprang bereits erstmals 1903 nach einer Bohrung und wurde kommerziell als Mineralquelle genutzt. 1957 verschlossen wurde er 2001 erneut angebohrt und ist seit 2006 wieder für die Öffentlichkeit zugänglich. Endgültig wurde der Geysir zusammen mit dem Geysir-Infozentrum am 30. Mai 2009 eröffnet. Seitdem verkehrt in den Sommermonaten zwischen dem Infozentrum und dem Namedyer Werth das Ausflugsschiff namens „Namedy“. Das Infozentrum sowie der Geysir sind von März bis einschließlich Oktober für die Besucher geöffnet.

### Andernacher Dialekt
Der in Andernach gesprochene Dialekt, das so genannte Annenache Platt, gehört zum Moselfränkischen. Es gibt aber eine starke Beeinflussung durch die ripuarische Mundart, die weiter rheinabwärts gesprochen wird. So werden die Vokale noch stärker gedehnt, als dies beispielsweise in Mayen oder Neuwied der Fall ist. So wird:
Vokale:
- ei zu äi (Rhein – Rhäin, sein – säin) oder ää (Bescheid – Beschääd, kein – kää); äu zu ää (Bäume – Bääm);
- a zu o (da – do, nach – no, Nachbar – Noobe, war – wor);
- i oft zu e (Winter – Weende, Wind – Weend, (m)ich – (m)ech, mit – met);
- u oft zu o (Huhn – Hoohn, kurz – kooz, um – om; umgekehrt auch Waggon – Wajung, so – su; aber: du – dau);
- ü oft zu ö (Gewühl – Jewööhl, Hühner – Hööhner, aber: hören – hüüre);

Konsonanten:
- b und f (im Wortinnern) zu w oder ww (über – üwwer, sieben – siwwe, oben – ow(w)e, Ofen – Owe);
- w in wer, wie, was, wo, warum zu b (bär, bie, batt, bo, boröm, aber wenn – wenn);
- pf zu p;
- g oft zu j (Morgen – Morje, Gasse – Jass, aber Glück – Glöck, gut – good) oder entfällt (Vogel – Vuuel, Vögel – Vüüel, Kugel – Kuuel, Augen – Aue);
- End-g oft erhalten (Berch bzw. Berg, Schlaach bzw. Schlag, Tag – Daach bzw. Daag);

Klitika:
- enklitische Wörter (ist es – eset, gegen das – jänet; gibt es – jiwwet, jeddet, haben sie – hawese, hanse, wer das – bäret)

| Kölsch       | Annenache Platt        | Hochdeutsch             |
| ------------ | ---------------------- | ----------------------- |
| Äädäppel     | Krombiere              | Kartoffeln              |
| Berch        | Berg, Berch            | Berg                    |
| Bure         | Bauere                 | Bauern                  |
| Döppe        | Döppe, Döbbe           | Topf                    |
| drüvver      | drüwwer                | darüber                 |
| Deesch       | Dösch, Desch           | Tisch                   |
| Finster      | Finste, Fister         | Fenster                 |
| Pääd         | Perd                   | Pferd                   |
| Ring         | Rhäin                  | Rhein                   |
| op dem Maat  | offem Maat             | auf dem Markt           |
| ston         | stohn, stinn           | stehen                  |
| Schörreskaar | Schorreskaar, Schubka  | Schubkarre              |
| Stroß        | Strooß                 | Straße                  |
| Kreßdaach    | Wäihnacht, Chreesdaach | Weihnachten (Christtag) |
|              | Ustere                 | Ostern                  |

Auch enthält der Dialekt viele Wörter, die in der Hochsprache nicht existieren. Häufig handelt es sich hierbei um Lehnwörter aus dem Keltischen, dem Lateinischen, dem Niederländischen oder dem Jiddischen. In der Zeit der Zugehörigkeit zu Frankreich (1794–1814) flossen auch viele französische Dialektwörter mit ein, zum Beispiel Plümmo (Federbett), pareere (gehorchen), Drottewaar (Bürgersteig, von frz. „trottoir“),  Gatsen (Kuchen), Prommetaat (Pflaumenkuchen, von frz. „tarte aux prunes“), Pottemanee (Geldbeutel), Filu (Lausbub), Mösch (Spatz, von frz. „mouche“ – Fliege, Spatz), Määrel (Amsel, frz. „merle“). Die Fissemadente (Blödsinn) sind echtes Deutsch aus dem 15. Jahrhundert.

### Märkte in Andernach
Andernach war schon zur Römerzeit und in der Spätantike für seinen Nah- und Fernhandel (letzterer insbesondere in Tuffstein, Basalt und Mühlsteinen) bekannt, wovon auch der erhaltene Grabstein des Austroaldus aus der Zeit um 600 kündet. Die Stadt erhielt bereits im Mittelalter, spätestens 1167 nach der Schenkung an den Kölner Erzbischof Rainald von Dassel, das Marktrecht – die Urkunde weist den spätlateinischen Begriff teloneum auf, das hier Marktzoll bedeutet. Sie beherbergte im Laufe ihrer Geschichte mehrere, namentlich vier große Märkte neben kleineren wie den 1456 von Erzbischof Dietrich II. von Moers bestätigten Wochenmarkt.
Seit spätestens 1250, der vermutlichen Weihung der Minoritenkirche St. Nikolaus (der heutigen Christuskirche) gab es im Frühjahr am Montag nach Misericordia, dem zweiten Montag nach Ostern, die Brüderkirmes, auf das Minoritenkloster zurückgehend, die Peter-und-Paul-Kirmes am 29. Juni, der Bartholomäusmarkt am 24. August, von Walram von Jülich am 30. Dezember 1332 vom Kloster Laach nach Andernach verlegt und der Michelsmarkt, der als einziger die Zeiten überdauerte. Er geht auf einen Erlass des damaligen Landesfürsten, Erzbischofs Friedrich III. von Saarwerden zurück, der am 8. Juni 1407 urkundlich der Stadt bis auf (den nie erfolgten) Widerruf einen Markt an Michaelis (29. September), den Michaelismarkt erlaubte mit sieben Tagen langer Marktfreiheit. Er war jahrhundertelang ein Kram- und Viehmarkt, wandelte sich aber bereits im 19. Jahrhundert und speziell im 20. Jahrhundert zu einem Volksfest mit Markt. Bis 1931 fand er am Rhein statt; seit 1932 (mit Ausnahme der Jahre 1939–1947) jedoch wieder wie vor Jahrhunderten in der Innenstadt. Seit 1993 fällt er auf das letzte Septemberwochenende. 1974 gesellte sich Der Michelsmarkt der Künste hinzu, an dem Künstler aus der Region ihre Werke ausstellen.

### Essbare Stadt
In Andernach werden Grünflächen mit Gemüse-, Obst- und Getreidepflanzen begrünt, die von der Bevölkerung unter dem Motte „Pflücken erlaubt“ frei geerntet werden können. Die Stadt erhielt als Essbare Stadt für dieses innovative urbane Gartenbaukonzept verschiedene Auszeichnungen, erstmals 2010 bei der ersten Teilnahme der Stadt am Bundeswettbewerb „Entente Florale – Unsere Stadt blüht auf“. In den Folgejahren wurde das Konzept dann auf weitere Flächen in der Innenstadt, entlang der alten Stadtmauer und unweit des Bahnhofs ausgedehnt.

### Spitzengastronomie
Andernach beherbergt zurzeit zwei Gaststätten, die vom Restaurantführer Guide Michelin mit Sternen ausgezeichnet worden sind.
Das 2018 eröffnete Restaurant Purs unter der Leitung von Peter Fridén erhielt im Guide Michelin 2024 zwei Sterne sowie 18,7 Punkte im Gault-Millau. Das Ende 2015 eröffnete asiatische Restaurant Yoso wird ebenfalls von Fridén geleitet und wird weiterhin im Guide Michelin 2024 mit einem Stern gelistet. Das italienische Ristorante Ai Pero, das von Benedict Schulz geleitet wird, konnte hingegen keinen Stern mehr erringen.
Alle drei Betriebe gehören zum Hotel- und Gastronomieunternehmen RD Gastro des örtlichen Immobilienunternehmers Rolf Doetsch.

### Die Andernacher Nachbarschaften
Eine Besonderheit Andernachs sind die sogenannten „ehrenwerten Nachbarschaften“ – Vereinigungen von Bürgern, die sich aufgrund der Zugehörigkeit zu einem Stadtteil oder einem Straßenzug einander verbunden fühlen.
Laut Josef Ruland (Nachbarschaft und Gemeinschaft in Dorf und Stadt, Düsseldorf 1963) gehen die Ursprünge der Nachbarschaften zurück auf das Zunftwesen und werden zeitlich mindestens auf Mitte des 17. Jahrhunderts rückdatiert. So kann die Hochstraßen-Nachbarschaft schriftliche Dokumente aus dem Jahre 1640 vorweisen. Aber auch die übrigen Nachbarschaften führen zum Teil seit Jahrhunderten Nachbarschaftsbücher, in die alle wichtigen Ereignisse des täglichen Lebens eingetragen wurden. Die Burgpfortennachbarschaft kann ihren Ursprung auf 1513 datieren. An die Zunftordnungen angelehnt sind die gebräuchlichen Amtsbezeichnungen Schultheiß, Schöffe und Amtmann. Letzterer hat das höchste Amt innerhalb einer Nachbarschaft inne und war in früheren Zeiten unter anderem dafür zuständig, die Einhaltung von Regeln für ein gedeihliches Zusammenleben (zum Beispiel die Reinhaltung der Brunnen) zu überwachen.
Hauptsächlicher Sinn und Zweck der betont religiös orientierten Nachbarschaften war die gegenseitige Hilfe bei Krankheit, Unglück oder Tod. Noch heute existieren sogenannte Sterbekassen – gespeist aus Mitgliedsbeiträgen, welche Zuschüsse für die Kosten von Beisetzungen gewähren. Auch nehmen Abordnungen der Nachbarschaften mit der traditionellen Nachbarschaftsfahne an den Beerdigungen verdienter Mitglieder teil.
Der karitative Zweck dieser Bürgervereinigungen ist im Laufe der Zeit immer mehr in den Hintergrund getreten. Noch regelmäßig werden heute um die Karnevalszeit die „Geloch“ (Ausspr.: [ɡeˈlɔːx] = Gelage in Andernacher Platt) genannte Versammlung abgehalten (seinerzeit Versammlung zur Wahl des Schöffenstuhls, der den Amtmann bestimmte) bzw. der Frauenkaffee, Sommerfeste oder gemeinsame Busfahrten. Die noch existierenden 17 Andernacher Nachbarschaften in der Kernstadt und die weiteren 17 in den Ortsteilen leiden heutzutage an Nachwuchsmangel und Überalterung, vermögen kaum noch das Interesse der jüngeren Generationen zu wecken, obgleich der Kerngedanke der Nachbarschaften, das „Geben und Nehmen“, stets aktuell ist. Seit April 2010 sind sie auch mit eigener Internetseite vertreten.

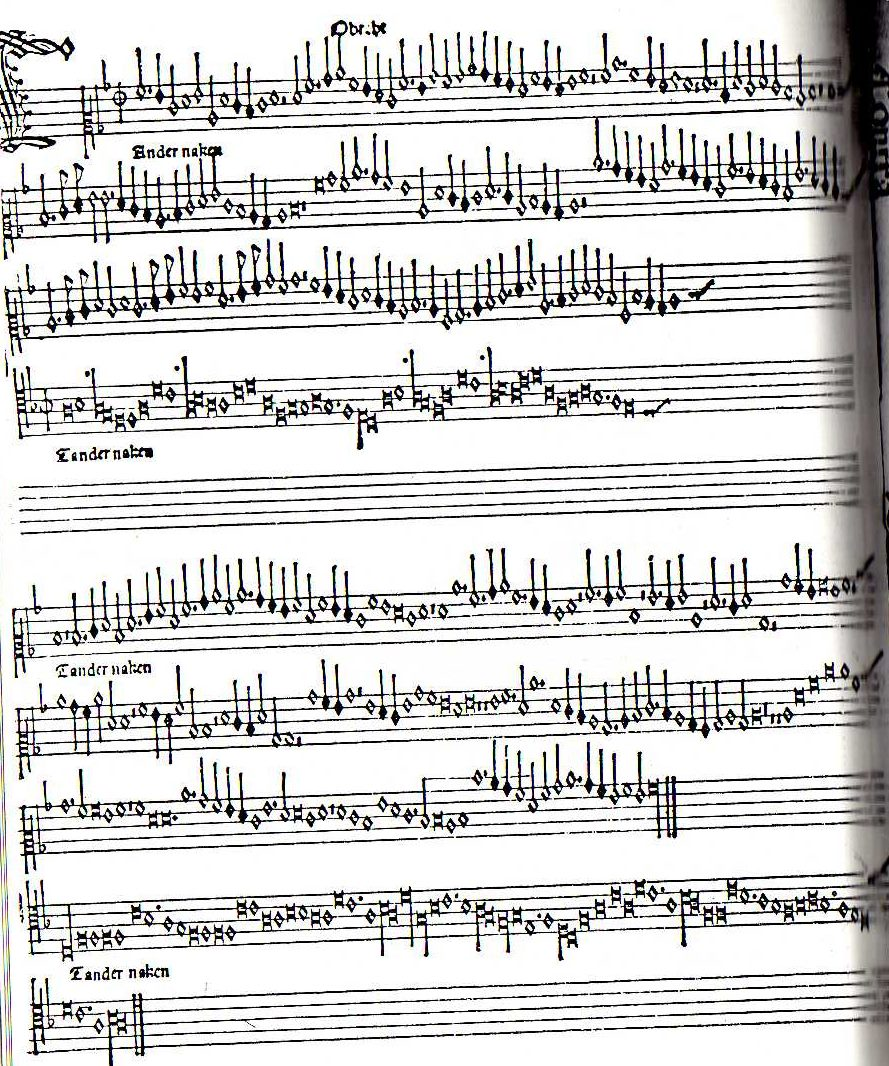
Fragment des Liedes T’Andernaken, vertont von Jacob Obrecht, herausgegeben 1501 vom venezianischen Drucker Ottaviano dei Petrucci in der Sammlung Harmonice musices odhecaton A.

### Musik
Ein Kunstlied aus dem 15. Jahrhundert aus den Niederlanden oder Antwerpen trägt den Titel T’Andernaken (Liedanfang des mittelniederländischen Textes: „T'Andernaken (all) op den Rijn, daer vant ic twee ma(e)chdekens spelen gaen“; dt.: „Zu Andernach (ganz) am Rhein, da fand (sah) ich zwei Mädchen spielen (sich amüsieren) gehen“) und erzählt von den Liebesgeschichten zweier junger Damen, davon eine vom traurigen Abschied ihres Geliebten, da er nach Andernach muss. Es existieren verschiedene Textversionen (6 oder 20 Strophen) und schildert neben den Erzählungen (in der 20-Strophen-Version), wie schön die Stadt ist. Das Lied war im 15. und 16. Jahrhundert recht bekannt und wird verschiedenen Renaissance-Künstlern wie Ludwig Senfl (1534), Erasmus Lapicida (1504), Jacob Obrecht (1501), Pierre de la Rue (1500), Alexander Agricola und anderen zugeschrieben, die jeweils eigene (Instrumental)fassungen schrieben. Selbst der musikalische englische König Heinrich VIII. (~1515) verfertigte eine Variation darüber. Es ist auch im Antwerps Liedboek – Een schoon liedekens Boeck (Antwerpener Liederbuch – ein schönes Liedchenbuch) von 1544 unter der Nummer 149 als Een oudt liedeken (Ein altes Liedchen) aufgelistet.
In einfacher, aber tiefgründiger Sprache ist das mittelalterliche Adventslied Es kommt ein Schiff, geladen verfasst. Das Schiff ist Symbol für die Jungfrau Maria, die den Geist Gottes, umschrieben als Wort Gottes, in die Welt bringt. Vermutlich im Elsass entstanden, wurde das Lied 1608 in das Andernacher Gesangbuch aufgenommen. Über Jahrhunderte tradiert, gehört es heute zum kostbaren alten Liedgut der katholischen und evangelischen Kirchen.
1960 wurde von dem Musiker Gustav Gerdom, Gründungsmitglied der Gruppe Die Mickeys, das Lied „Kein Wort so schön wie Andernach“ komponiert. Dieses Lied wird heute wie damals als „heimliche Hymne“ der Stadt gespielt und gesungen.
Im Jahr 2002 gründete sich in Andernach die Alternative-Rock- und Crossover-Band Blind, die im Jahr 2009 mit ihrer vierten Single Half a Dream Away Platz 94 in den deutschen Charts erreichte.

### Andernach-Schach
Andernach-Schach ist eine Schachvariante, die ihren Namen seit 1993 nach einem der jährlichen Treffen von Freunden von Schachvarianten in Andernach führt.

### Museen

#### Andernacher Stadtmuseum

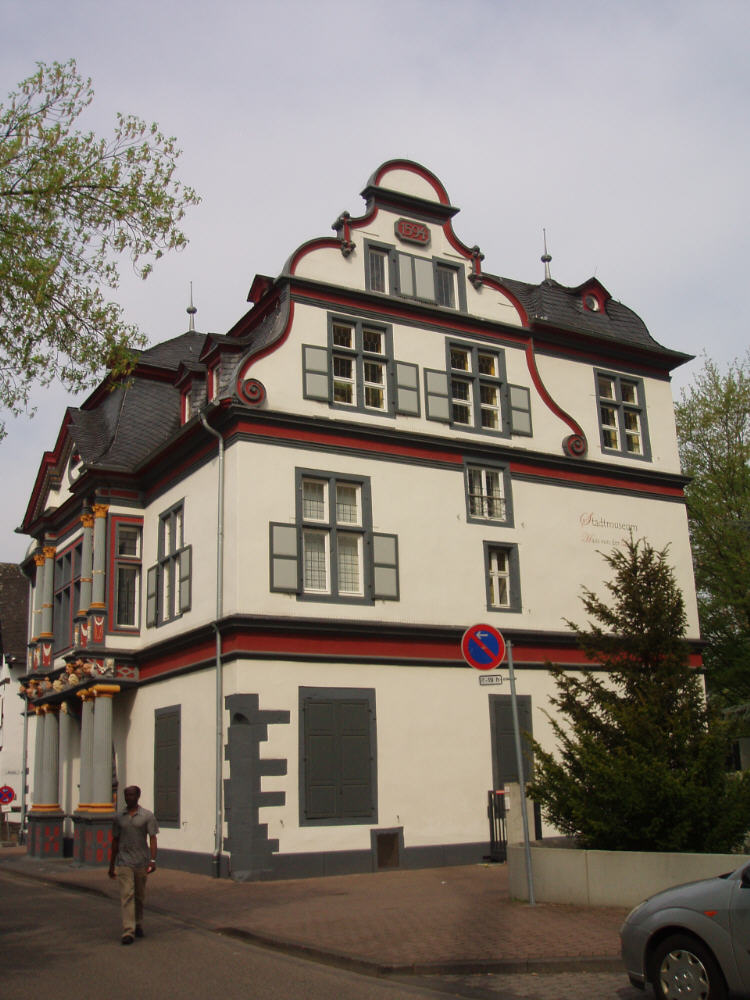
Stadtmuseum Andernach

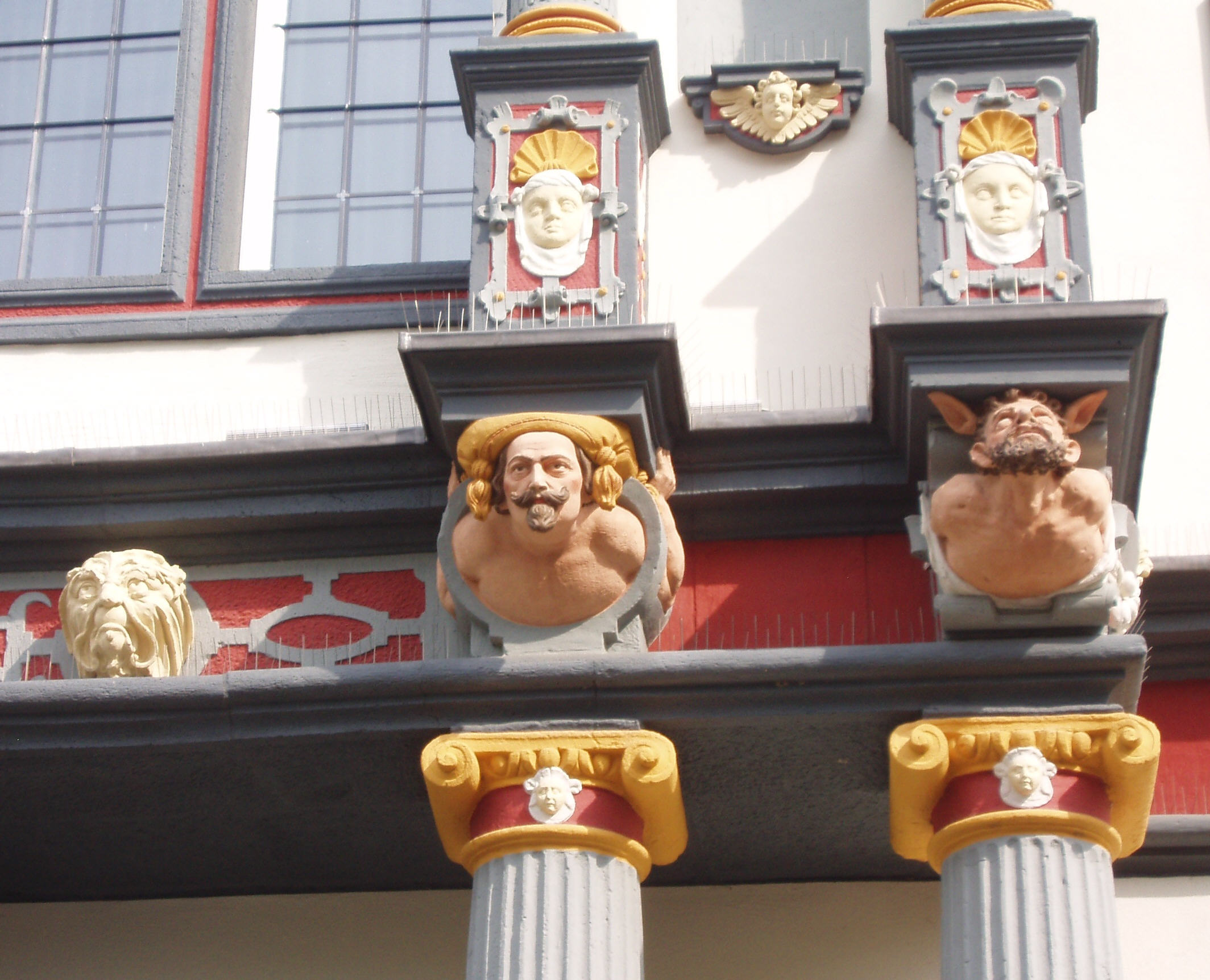
Portikus-Detail

Das Andernacher Stadtmuseum in der Hochstraße 99, im Jahre 1600 nach sechsjähriger Bauzeit als Stadtpalast des Oberamtmannes Georg III. von der Leyen, Urenkel Georgs I. von der Leyen († 1509), der seit 1485 Herr zu Saffig, Olbrück und Adendorf war, und seiner ersten Ehefrau Katharina von Eltz zu Pyrmont († 1605) errichtet, deren beider Wappen den, zur Abstützung des ebenfalls reichlich verzierten Standerker im ersten Stock viersäuligen, aufwendig gestalteten Portikus schmücken – eines der schönsten Häuser der Stadt (Spätrenaissance mit barockem Einfluss) mit ursprünglich Grundbesitz bis zur Mauerstraße und zur Stadtmauer im Osten. 1652 erfolgte die Schenkung von Grundstücken des Stadthofes, heute das St.-Nikolaus-Krankenhausareal, an den Annunziatenorden durch Margaretha von Metternich zu Schweppenburg, zweite Frau von Hermann Georg I. von der Leyen (1580–1639), Sohn und Amtsnachfolger seines Vaters Georg III. von der Leyen († 1612). 1689 wurde das Haus durch Kriegseinwirkungen stark in Mitleidenschaft gezogen. Seit der Renovierung erhielt es das heutige Mansarddach. Bis 1751 blieb der Adelssitz im Besitz der Familie von der Leyen. Von der Familie nicht mehr genutzt, wurde er im selben Jahr an den Andernacher Bürger Peter Loch veräußert, dessen gleichnamiger Sohn es 1768 ererbte und 1822 an Peter Thonnet verkaufte. 1841 kam es durch Einheirat an Christian Moll. Danach war es zwischenzeitlich seit
- 1863 Brennerei/Brauerei der Euskirchner Familie Classen
- 1877 Brauerei der Fa. Mengelbier & Comp. (Josef Cabellen)
- 1879 „Kaiserliche Reichspost“ unter Reichspostmeister Mesenich
- 1886 Brauerei „Zum Leyen’schen Hof Leo Meyer“ von der Bauchmühle an der heutigen Breitestraße
- 1893 Brauerei „Zum Leyen’schen Hof Wilhelm Leifert“
- 1915 Brauerei „Zum Leyen’schen Hof Wilhelm Leifert Wwe. & Kinder“
- 1921 Eigentum der Stadt Andernach als geplantes Stadtmuseum
- 1936 Stadtmuseum
- 1940 Notlazarett
- 1946 Aussiedlerunterkunft
- 1953 in Renovierung
- 1969 Stadtmuseum
- 2005 in Restaurierung
- 2007 Stadtmuseum (Wiedereröffnung am 1. Juni)

Es beherbergt Funde aus der Region durch die Jahrhunderte, ein Modell der Stadt um 1600 u. v. m., in Abständen Ausstellungen (Ausgrabungsfunde, Karneval, Geysir, Zinnfiguren etc.)

#### Johann-Winter-Museum
Das Heilkundemuseum in der Frankenstraße 19 ist dem 1505 in Andernach geborenen Mediziner Johann Winter von Andernach gewidmet. Es enthält eine Darstellung der Medizingeschichte und -entwicklung von Spezialgebieten durch die Jahrtausende anhand von Gegenständen, Funden, Dioramen und Szenen. Zum Museum gehören eine Heilkundebibliothek, eine Fossilsammlung und ein Kräutergarten.

#### Andernacher Karnevalsmuseum
Das Andernacher Karnevalsmuseum, in der Andernacher Mundart „Annenacher Fastnachts-Kladderadatsch“ genannt, präsentiert in der Aktienstraße 12, dem Geburtshaus von Charles Bukowski, die Geschichte des Andernacher Karnevals. Dieser reicht in seinen ersten urkundlichen Erwähnungen in das Jahr 1416 zurück, präsentiert wird jedoch insbesondere die Geschichte des uniformierten Vereinskarnevals in Andernach und den Stadtteilen, die bis in die 19. Jahrhundert zurückreicht.
Als Außenstelle des Museums befindet sich auf dem Merowingerplatz in der Andernacher Innenstadt die sogenannte Prinzensäule, auf der jährliche die Namen des amtierenden Prinzenpaares verewigt werden, beginnend mit Robert I 1896.

### Bibliotheken
Andernach verfügt in den Räumen des Historischen Rathauses über eine Stadtbücherei mit Internetanschluss und Online-Ausleihe per Download. Am 8. Mai 2012 ist an der alten Stadtmauer gegenüber dem Polizeiamt ein öffentlicher Bücherschrank aufgestellt worden.

### Historischer Verein Andernach e. V.
Mit Geschichte und Kultur von Andernach befasst sich der „Historische Verein Andernach e. V.“ (seit 1986). Seit 1995 hat er im Zweijahresrhythmus bislang 10 Bände Andernacher Annalen herausgegeben sowie eine zweibändige Sammlung journalistischer Berichterstattung von Karl Wind über Andernach zur Zeit des Zweiten Weltkriegs.

### Andernacher Karneval
Der Karneval in Andernach ist seit über 600 verbrieften Jahren Kultur und Tradition in der Stadt und weit über die Stadt- und Landesgrenzen hinaus bekannt. Das Wort „Fastnacht“ ist erstmals im Jahre 1416 als „vassenaicht“ in überlieferten Andernacher Rechnungen als Zuschuss für Bürger und Gesellen zu ihrer Feier belegt. Im Zuge des Aufstiegs Preußens nach 1815 und der von Köln ausgehenden Karnevalsreform von 1823 fand der erste nachweisliche Rosenmontagszug in Andernach im Jahre 1832 statt, erneutes Aufleben des öffentlichen Fastnachtstreibens mit einem Maskenzug am Fastnachtsdienstag im Jahre 1855, in dem auch die erste „Carnevals-Gesellschaft – Alizariner“ gegründet wurde, die heute nicht mehr existiert. Der erste heute noch existierende Fastnachtsverein, die Fidelitas 1893 Blaue Funken Andernach, wurde 1893 gegründet und die erste namentlich bekannte „Tollität“ war Robert I., „Prinz von Thoren“ des Jahres 1896. Starkes Ansteigen des Karnevals ist für die Zeit danach und nach dem Ersten Weltkrieg belegt, das bis heute anhält, unterbrochen durch den Zweiten Weltkrieg und die unmittelbaren Jahre danach. In der Stadt selbst wird die „Annenacher Faasenacht“, wie der Karneval bevorzugt genannt wird, ausschließlich von den Karnevalsgesellschaften getragen, von denen es allein in der Kernstadt mindestens sieben gibt, drei davon älter als hundert Jahre. Die Mitgliederzahlen liegen z. T. über 1.000 bei den größten Vereinen, d. h. etwa 10 % der Stadtbevölkerung sind in Karnevalsvereinen organisiert. Andernach gehört wegen seiner starken fastnachtlichen Aktivität zu den karnevalistischen Hochburgen am Rhein. Der Karnevalsruf ist in Anlehnung an Köln, dem es mehr als 600 Jahre als südlichste Bastion des kurkölnischen Staates angehörte, „Annenach Alaaaf“, das Motto „Allen wohl – Niemand weh!“.

## Wirtschaft und Infrastruktur

### Wirtschaft
- ThyssenKrupp Rasselstein, Weißblechhersteller
- LTS Lohmann Therapie-Systeme AG, Pharmaunternehmen
- Finzelberg GmbH & Co. KG, Pharmaunternehmen
- Mittelrheinische Metallgießerei Heinrich Beyer GmbH & Co. KG
- Rhein-Mosel-Fachklinik Andernach
- MASA GmbH, Betonsteinmaschinen und Anlagen
- Technologie Institut Medizin GmbH (TIM), Medizintechnik[33]
- SHD, Software-Unternehmen[34]

### Verkehr

#### Straßenverkehr
Andernach wird durchquert von der Bundesstraße 9 und der Bundesstraße 256. Anschluss an die Bundesautobahn 48 besteht über die Abfahrt Koblenz und an die Bundesautobahn 61 über die Abfahrten Kruft und Plaidt.

#### Schienenverkehr

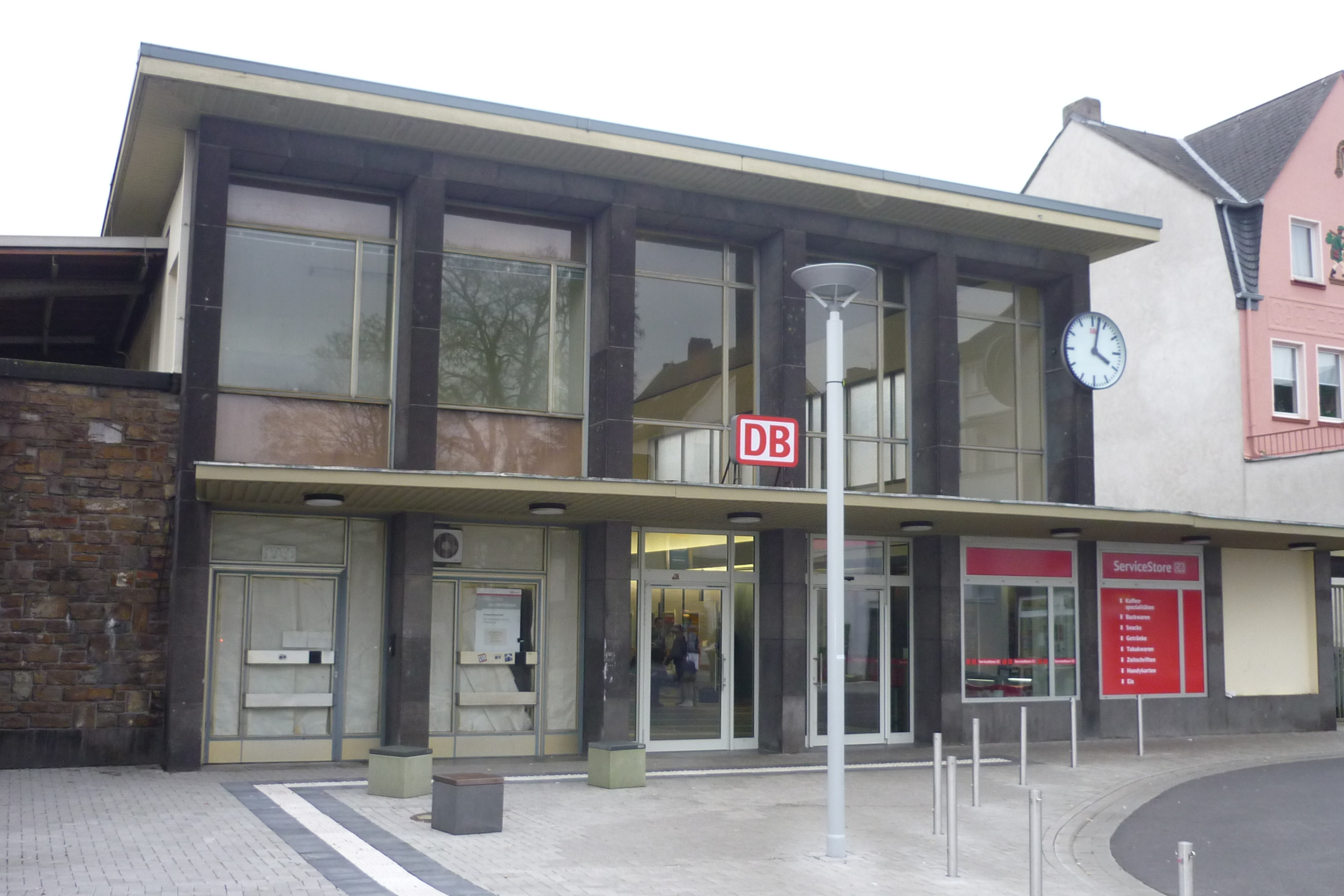
Empfangsgebäude in Andernach 2013

Durch das Stadtgebiet von Andernach führt die Linke Rheinstrecke Köln – Bonn – Koblenz. Von ihr zweigt im Bahnhof Andernach die Eifelquerbahn über Mayen nach Gerolstein sowie eine Anschlussstrecke zum Andernacher Hafen ab.
Im Andernacher Bahnhof halten neben Zügen des Regionalverkehrs auch Intercity- und Intercity-Express-Züge. Die Stadt Andernach hat im Oktober 2009 eine Städtepatenschaft für einen ICE übernommen, auf dessen Triebköpfen nun beidseitig das Wappen und der Stadtname prangen.
Weitere Regionalbahn-Haltepunkte befinden sich in Namedy an der Linken Rheinstrecke und in Miesenheim an der Eifelquerbahn. In der Kernstadt soll um das Jahr 2025 für 1,5 Millionen Euro der Haltepunkt Andernach Süd auf Höhe der Straße Leibnizhof an der Eifelquerbahn mit dem Halt der Lahn-Eifel-Bahn (RB 23/RB 38) entstehen und von 700 Fahrgästen am Tag genutzt werden.
In der ersten Hälfte des 20. Jahrhunderts (1895–1941) gab es eine Standseilbahn auf den Krahnenberg, als Zahnradbahn oder Krahnenbergbahn bezeichnet.

#### Schiffsverkehr

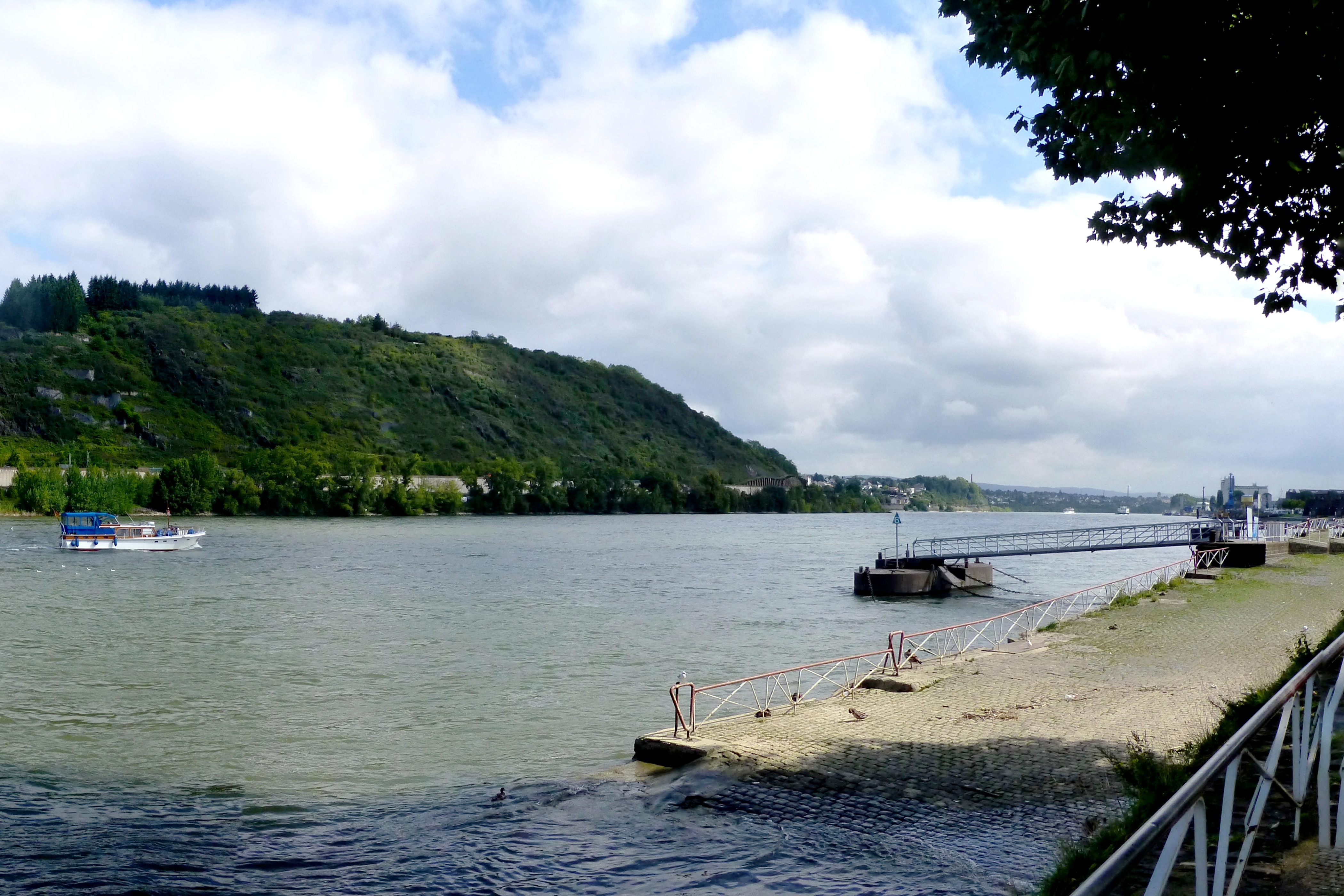
Rampe am alten Fähranleger 2014, inzwischen mit Personen- statt der früheren Pkw-Brücke ausgerüstet

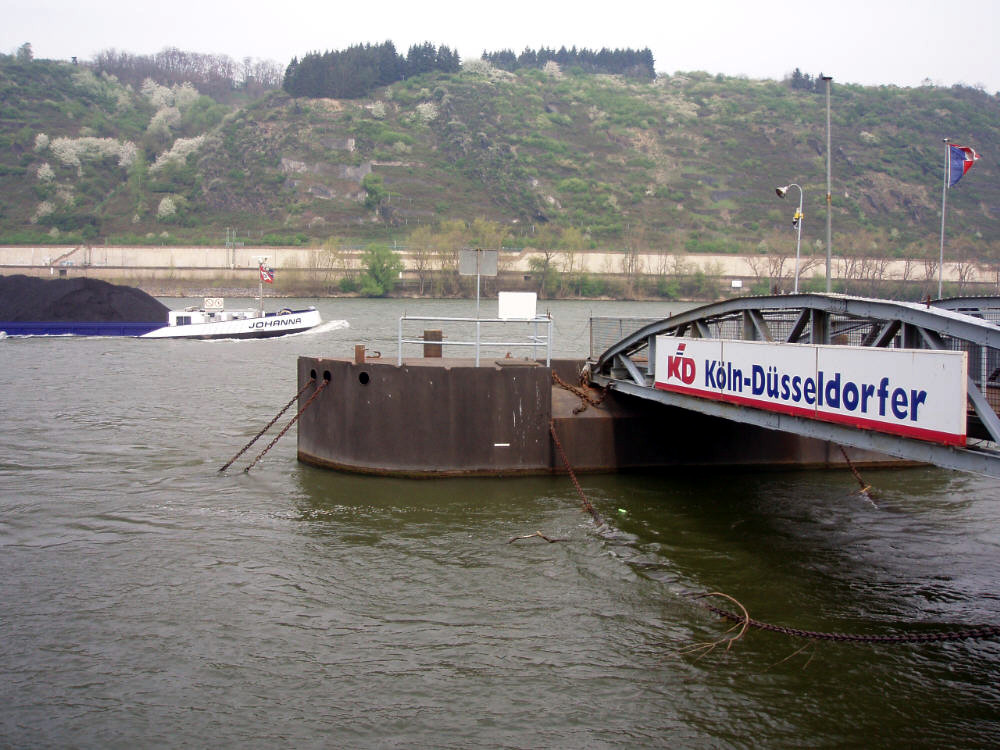
Frühere Anlegestelle der KD 2009, bis 2013 während der Sommersaison im KD-Linienverkehr täglich bedient

Seit 1916 bis 1985 verkehrte die Personen- und Autofähre „Andernach“ zum unmittelbar gegenüberliegenden steilen Rheinufer an der Bundesstraße 42 zwischen Leutesdorf und Feldkirchen. Sie hieß im Volksmund „Ponte“, „[de] Pont“ oder verniedlichend „[et] Pöntche“.
Seit 2009 pendelt wieder eine Personenfähre zwischen Andernach und Leutesdorf. Vom dortigen Anleger aus fährt das Schiff auch zum Naturschutzgebiet Namedyer Werth, in dem der Geysir Andernach liegt.
Andernach ist darüber hinaus ein Ausflugsziel der Personenschifffahrt auf dem Rhein. Neben Flusskreuzfahrtschiffen unterhielt vor allem die Köln-Düsseldorfer Deutsche Rheinschiffahrt über Jahrzehnte eine Anlegestelle in Andernach. Deren tägliche Bedienung im Linienverkehr der Sommersaison endete nach der Saison 2013.
Schließlich erstreckt sich am linken Ufer zwischen Rheinkilometer 611,7 und 612,6 der Stromhafen für Frachtschiffe und bei Rheinkilometer 611,7 die Einfahrt in das 1970 in Betrieb genommene neue Hafenbecken. Gemeinsam bilden sie mit dem Rheinhafen Andernach den nach Güterumschlag größten Hafen am Mittelrhein.

#### Luftverkehr
Die Luftverkehrsanbindung Andernachs erfolgt durch die rund eine Autostunde entfernten Großflughäfen Köln/Bonn (65–90 Kilometer, je nach Route) und Frankfurt (120 Kilometer) sowie durch den Flughafen Frankfurt-Hahn (85–100 Kilometer).

#### Radfernwege
Andernach wird von der europäischen Radroute EuroVelo 15 durchquert, auch Rheinradweg genannt, der den Rhein von den Schweizer Alpen bis zu Nordsee begleitet. Es handelt sich hier um den linksrheinischen Abschnitt zwischen Koblenz und Bonn.

#### Wanderwege
Der Stadtkern von Andernach wird vom Eifel-Camino durchquert, der vom Rhein bei Namedy nach Trier führt und ab dort die Verbindung zum Netz der Jakobswege in Frankreich und Spanien ermöglicht.

### Infrastruktur

#### Feuerwehr
Insgesamt besteht die Freiwillige Feuerwehr Andernach aus den Löschzügen Kernstadt I und II, Miesenheim I und II, Eich, Namedy und Kell. In diesen Löschzügen versehen etwa 220 Mitglieder ihren Dienst. Den Löschzügen der Kernstadt stehen zudem noch ein Mehrzweckboot sowie zwei Rettungsboote für Einsätze auf dem Rhein zur Verfügung.

#### Hochwasserschutz
Ende 2006 wurde eine teilweise mobile Hochwasserschutzwand entlang der Rheinpromenade fertiggestellt. Die Schutzeinrichtung ist auf Pegelstände bis zu 9,30 Metern ausgelegt.

## Bildung
Die meisten weiterführenden Schulen in Andernach sind im Schulzentrum südöstlich des Bahnhofs angesiedelt (Breite Straße und Salentinstraße). Diese Schulen werden von mehr als 3000 Schülern besucht.
In Andernach gibt es zwei Gymnasien, das Bertha-von-Suttner-Gymnasium (kurz BVS, ca. 1000 Schüler) und das ältere Kurfürst-Salentin-Gymnasium (kurz KSG, ca. 900 Schüler). Weitere Schulen im Schulzentrum sind die Geschwister-Scholl-Realschule-plus mit ca. 800 Schülern und die Realschule plus St. Thomas (benannt nach dem ehemaligen Kloster St. Thomas) mit 300 Schülern. Letztere war vor dem Schuljahr 2009/10 noch Duale Oberschule (eine Hauptschule mit Berufsvorbereitung), erstere die klassische Realschule.
Daneben gibt es noch die berufsbildende August-Horch-Schule mit ungefähr 1700 Schülern sowie die Elisabethschule, eine Schule für Lernbehinderte mit ungefähr 130 Schülern.
In Andernach gibt es weiterhin sieben Grundschulen, davon vier in der Kernstadt und jeweils eine in den Stadtteilen Eich, Namedy und Miesenheim.

## Sport
Ältester und größter Sportverein Andernachs ist der 1867 gegründete Turner-Bund Andernach. Zu seinem Sportangebot gehören Turnen, Badminton, Wassersport, Kampfsport, Gesundheitssport, Fitness und Tanzsport.
1909 ging aus dem Katholischen Gesellenverein Andernach der spätere Leichtathletikverein DJK Andernach hervor. Seit den 1970er Jahren trat die DJK Andernach mit dem (DJK) Neuwieder LC bei Wettkämpfen als Startgemeinschaft auf, der sich später der TV Engers und die TG Oberlahnstein anschlossen. Sie hieß anfangs LG DJK Andernach Neuwieder LC, dann lange LG Andernach-Neuwied und ab 2009 schließlich LG Rhein-Wied. Ihr Stammverein SG DJK 1909 Andernach brachte mit Inge Helten und Ute Hedicke internationale Spitzenathletinnen hervor und erweiterte ihr Sportangebot im Laufe der Zeit um Tennis, Volleyball, Triathlon, Basketball, Rugby und RC-Cars.
Im gleichzeitig aufkommenden Fußball wirkte die DJK von Beginn ebenso wie der Turnerbund mit seiner damals neugegründeten Fußballabteilung mit. Zwischen 1906 und 1910 wurden in Andernach zahlreiche Fußballvereine gegründet, die meisten fusionierten bis 1922 zur Spvgg Andernach. 1999 schlossen sich wiederum die Fußballabteilungen der Spvgg Andernach und der DJK Andernach mit dem BSV 1910 Andernach zur SG 99 Andernach zusammen. Seit 2007 gibt es eine Frauenabteilung bei der SG 99 Andernach, deren erste Mannschaft in der zweiten Bundesliga spielt.
1926 entstand der Andernacher Tennisclub. Noch jüngeren Datums ist der Andernacher Ski-Club von 1963, der sich nicht nur auf Aktivitäten im Skisport beschränkt.
Daneben verfügt Andernach über weitere Sport- und Spielvereine mit einem breiten Spektrum an Betätigung.

## Militär
Bereits während der Zeit der römischen Besiedlung von Rheinland-Pfalz war in Andernach Militär stationiert. 1937 wurde schließlich eine Luftwaffenkaserne errichtet, die bis zum Ende des Zweiten Weltkrieges als Lazarett genutzt wurde. Anschließend bezogen zunächst amerikanische, später französische Besatzungstruppen die Kaserne. Als sich die deutsche Wiederbewaffnung abzeichnete, wurde die Kaserne wieder in deutsche Verantwortung übergeben und schließlich am 2. Januar 1956 durch die Bundeswehr bezogen. Am 20. Januar 1956 fand in der Krahnenberg-Kaserne zu Andernach der Aufstellungsappell der neuen Streitkräfte statt. Daher gilt Andernach als „die Wiege der Bundeswehr“. Mittlerweile sind dort Truppenteile des Sanitätsdienstes der Bundeswehr untergebracht.

## Persönlichkeiten

### In Andernach geborene Personen
- Jakob von Omphal (Jacobus Omphalius) (1500–1567), Humanist, promovierter Rechtsgelehrter und Staatsmann
- Johann Winter von Andernach (Ioannes Guintherius Antunnacensis) (1505–1574), Humanist, promovierter Arzt, Universitätsprofessor in Paris und Straßburg, Schriftsteller[29]
- Ludwig Hillesheim (1514–1575), Humanist und langjähriger Bürgermeister Andernachs[48]
- Ferdinand Rodenbach (1714–1783), Arzt und Vorfahr von Albrecht Rodenbach und Georges Rodenbach in Belgien
- Cornelius Metten (1774–1838), Kreisdeputierter, Bürgermeister und Landrat
- Hubert Armbruster (1779–1846), Posthalter und Politiker
- Johannes Baptista Baltzer (1803–1871), Professor der katholischen Theologie, bedeutender Dogmatiker
- Otto Caracciola (1815–1886), Weinhändler, Hotelier und Politiker
- Christian Mohr (1823–1888), Dombildhauer, Restaurator und Kunstschriftsteller
- Lilli Wislicenus-Finzelberg (1872–1939), Bildhauerin
- Alois Fuchs (1877–1971), Theologe und Kunsthistoriker
- Lorenz Sohn (1895–1981), Politiker (SPD), Mitglied des Landtages von Rheinland-Pfalz
- Eucharius Zenzen (1903–1963), Abt der Benediktinerabtei St. Matthias in Trier
- Carl Schmitz-Morkramer (1905–1973), Jurist und Bankmanager
- Adolf Kolping jr. (1909–1997), katholischer Theologe, Hochschullehrer
- Edgar Lohner (1919–1975), Literaturhistoriker und Hochschullehrer
- Charles Bukowski (1920–1994), US-amerikanischer Dichter und Schriftsteller, Sohn eines amerikanischen Vaters und einer deutschen Mutter
- Herbert Schäfer (1926–2019), Kriminalist, Rechtsanwalt, Verleger und Autor
- Rudolf Weltken (1929–2018), Politiker (CDU)
- Lorenz Betzing (1930–2004), Spion (DDR)
- Fritz Werf (1934–2021), Schriftsteller, Übersetzer und Verleger
- Hans Belting (1935–2023), Kunstwissenschaftler und Medientheoretiker
- Karl Otto Hondrich (1937–2007),  Soziologe
- Elmar Mittler (* 1940), Bibliothekar
- Heinz Halm (* 1942), Islamwissenschaftler
- Werner Metzen (1945–1997), Unternehmer
- Bernd Lorenz (* 1948), Klassischer Philologe und Bibliothekar
- Guido Ernst (* 1950), Politiker (CDU)
- Dieter Mueller-Harju (* 1952), Schriftsteller, Psychologe, Soziologe und Künstler
- Alwin Müller-Jerina (* 1952), Bibliothekar
- Wolfgang Weiler (* 1952), Diplom-Kaufmann, Manager und Verbandspräsident
- Monika Breuch-Moritz (* 1953), Präsidentin des Bundesamts für Seeschifffahrt und Hydrographie
- Gerd Folkers (* 1953), pharmazeutischer Chemiker, von 2016 bis 2020 Präsident des Schweizerischen Wissenschaftsrates
- Paul B. Steffen (* 1954), Pastoraltheologe
- Jürgen Gerhards (* 1955), Soziologe
- Ulrike Hauröder-Strüning (* 1956), Verwaltungsbeamtin
- Achim Hütten (* 1957), Politiker (SPD), Oberbürgermeister von Andernach
- Ralf Walter (* 1958), Politiker (SPD)
- Harald Meurer (1959), Internetunternehmer
- Guido Szesni (* 1959), Bundesliga-Fußballspieler
- Rainer Castor (1961–2015), Science-Fiction-Autor für die Perry-Rhodan-Serie
- Mechthild Heil (* 1961), Politikerin und Bundestagsabgeordnete (CDU)
- Martin Kramer (* 1961), Tierarzt
- Rainer Laux (* 1961), Fernsehproduzent
- Armin Schuster (* 1961), Politiker (CDU)
- Oliver Augst (* 1962), Komponist, Sänger, Produzent und Hörspielautor
- Manni Schmidt (* 1964), Heavy-Metal-Gitarrist und -Songwriter
- Heiko Dietz (* 1967), Schauspieler, Regisseur und Theaterautor
- Guido Unger (* 1967), Karate-Sportler, 1997 Team-Weltmeister
- Jürgen Bast (* 1968), Rechtswissenschaftler und Hochschullehrer
- Cyrus Sadri (* 1970), Rundfunkmoderator
- David Wagner (* 1971), Schriftsteller
- Petra Schneider (* 1972), Politikerin (CDU), Mitglied des Landtages von Rheinland-Pfalz
- Christian Sturm (* 1978), Opern- und Konzertsänger
- Clemens Hoch (* 1978),  Politiker (SPD), Chef der Staatskanzlei in Rheinland-Pfalz
- Marc Ruland (* 1981),  Politiker (SPD), Mitglied des Landtags von Rheinland-Pfalz
- Daniel Bauer (* 1982),  Fußballspieler und -trainer
- Jan Hawel (* 1988), Fußballspieler
- Markus Pazurek (* 1988), Fußballspieler
- Stefan Bell (* 1991), Fußballspieler
- Jonas Fedl (* 1999), Fußballspieler

### Mit Andernach verbundene Persönlichkeiten
- Texwindis von Andernach (* um 1100; † nach 1152), Erste Vorsteherin des Klosters Unserer Lieben Frau vor den Mauern auf dem Gelände der heutigen Abtei St. Thomas (Andernach)
- Joseph Ludwig Mertens (* um 1782; † 1842), Bankier und Rittergutsbesitzer, gestorben in der Abtei St. Thomas und in Andernach begraben
- Hugo Rosendahl (1884–1964), Bürgermeister von 1916 bis 1920
- Kuno Füssel (* 1941), Mathematiker und Befreiungstheologe, lebt in Andernach
- Ignaz Kirchner (1946–2018), Schauspieler
- Inge Helten (* 1950), Leichtathletin der DJK Andernach bis 1971, 1976 Weltrekord über 100 Meter sowie Silber und Bronze bei den Olympischen Spielen
- Felix Genn (* 1950), Abiturient 1969 am KSG, seit 2009 Bischof von Münster
- Ute Hedicke (* 1952), Leichtathletin der DJK bis 1975, 1976 Deutsche Hallenmeisterin im Weitsprung, 1975 und 1976 Europameisterschafts-Finalistin
- Christoph Anselm Noll (* 1959), Dirigent, Organist und Cembalist, wuchs in Andernach auf und ging hier zur Schule
- Stephan Ackermann (* 1963), Abiturient 1981 am KSG, seit 2009 Bischof von Trier
- Caren Lay (* 1972), Abitur in Andernach, seit 2009 Abgeordnete der Fraktion Die Linke im Bundestag
- Lilli Schwarzkopf (* 1983), Leichtathletin der DJK 2009 bis 2014, mehrfache Deutsche Meisterin im Siebenkampf, 2012 Silber bei Olympischen Spielen